# Казан, Элиа
Эли́а Каза́н (англ. Elia Kazan, урождённый Или́ас Казандзо́глу (греч. Ηλίας Καζαντζόγλου); 7 сентября 1909 — 28 сентября 2003) — американский режиссёр театра и кино, продюсер, сценарист и писатель, карьера которого охватила период 1930-х — 1970-х годов.
Первого крупного успеха Казан добился на Бродвее, где стал проводником новой школы актёрской игры, основанной на системе Станиславского. С 1935 года Казан начал ставить спектакли в знаменитом экспериментальном театре The Group Theater, а в 1947 году стал одним из основателей и ведущим режиссёром Актёрской студии, одного из самых престижных театральных коллективов своего времени. В 1947 году особый успех Казану принесла постановка двух пьес — «Все мои сыновья» (1947) Артура Миллера, который принёс Казану его первую премию «Тони» за лучшую режиссуру, и «Трамвай „Желание“» (1947—1949) Теннесси Уильямса. Впоследствии Казан получил премии «Тони» за режиссуру спектаклей «Смерть коммивояжёра» (1949—1950) по пьесе Миллера и «J. B.» (1958—1959) по пьесе Арчибальда Маклиша, а также номинации на «Тони» за спектакли «Кошка на раскалённой крыше» (1955—1956) по пьесе Уильямса, «Тьма наверху лестницы» (1957—1959) по пьесе Уильяма Инджа и «Сладкоголосая птица юности» (1959—1960) по пьесе Уильямса.
С 1945 года Казан начал работать в Голливуде как режиссёр. Он был удостоен премий «Оскар» за режиссуру фильмов «Джентльменское соглашение» (1947) и «В порту» (1954), а также номинаций на «Оскар» за фильмы «Трамвай „Желание“» (1951), «К востоку от рая» (1955) и «Америка, Америка» (1963, который также принёс ему номинации как лучшему сценаристу и как продюсеру — за лучший фильм). К другим наиболее значимым фильмам Казана относятся «Дерево растёт в Бруклине» (1945), «Паника на улицах» (1950), «Вива, Сапата!» (1952), «Куколка» (1956), «Лицо в толпе» (1957) и «Великолепие в траве» (1961). Как режиссёр Казан добился признания постановкой картин на острые общественные и моральные темы, которые основаны на сильной драматургии, а также благодаря своему умению добиваться от своих актёров выдающейся игры. В общей сложности за игру в фильмах, поставленных Казаном, 21 актёр был номинирован на премии «Оскар». Казан вывел в звёзды таких молодых и ранее малоизвестных актёров, как Марлон Брандо, Джеймс Дин и Уоррен Битти, в его фильмах одни из своих лучших ролей сыграли актрисы Вивьен Ли, Ева Мари Сэйнт, Кэрролл Бейкер и Натали Вуд.
Наряду с двумя «Оскарами» в категории «Лучший фильм» Казан получил также премию «Оскар» за выдающиеся заслуги в кинематографе, четыре «Золотых глобуса» за режиссуру и различные премии на многих престижных международных кинофестивалях включая Каннский и Венецианский.
Жизнь и карьера Казана была омрачена спорным поступком, когда в 1952 году на заседании Комиссии Конгресса США по расследованию антиамериканской деятельности он назвал имена восьми своих бывших коллег по театру, которые вместе с ним в начале 1930-х годов состояли в Компартии США. Это привело к внесению их в голливудский чёрный список и фактическому запрету на работу в Голливуде почти на два десятилетия, в то время, как карьера самого Казана после дачи показаний резко пошла вверх. Впоследствии Казан неоднократно пытался объяснить и оправдать свой поступок, однако многие признанные кинематографисты так и не приняли его объяснений.

## Биография
Элиа Казан (при рождении — Илиас Казанжиоглу) родился 7 сентября 1909 года в Константинополе, Османская империя (ныне — Стамбул, Турция). Он был одним из четырёх сыновей в семье анатолийских греков. Его отец эмигрировал в Нью-Йорк, где стал торговцем коврами, незадолго до начала Первой мировой войны выписав к себе остальную семью. На момент прибытия в США Казану было 4 года. Первоначально семья поселилась в Нью-Йорке, в греческом районе Гарлема, а когда ему было восемь лет, семья переехала в пригородный Нью-Рошелл.
После окончания средней школы, где Казан учился «без особых отличий», он поступил в частный колледж Уильямса в Уильямстауне (штат Массачусетс). Чтобы оплачивать учёбу, он подрабатывал официантом и мойщиком посуды. В колледже Казан получил прозвище «Гэдж» (сокращённо от «Гаджет»), которое, по словам самого Казана, ему дали потому, что он «был маленьким, компактным и эксцентричным… полезным, удобным и всегда уступчивым маленьким типом». Это прозвище, которое он ненавидел, сохранилось за Казаном на всю жизнь. Как говорил сам Казан, он делал себя таким, «чтобы находить с людьми общий язык, чтобы быть принятым, чтобы стать невидимым». Позднее Джон Стейнбек, который написал сценарий фильма «Вива, Сапата!», говорил ему: «Что за прозвище! Полезный для всех, кроме себя самого!». Казан относил многое на счёт своего анатолийского происхождения, особенно то, что он называл в своей автобиографии «желанием заискивать и способностью притворяться». У него была та же «анатолийская улыбка», которую он «так не любил в своем отце, улыбка, скрывающая обиду».
В колледже Казан был аутсайдером. Как пишет историк кино Дэвид Томпсон, «в колледже и позднее в Школе драмы Казан всегда был обиженным чужаком, злым, навязчивым незваным гостем, у него не было друзей, и он кипел от злости, что его игнорируют милые белые элитные девушки — пока он не тронул их своей чужеродной энергией». Часто он подрабатывал барменом на элитных студенческих вечеринках, куда не мог попасть в качестве члена закрытого студенческого сообщества. Как говорил Казан, «на таких студенческих вечеринках родилась моё навязчивое влечение к чужим женщинам, и моя потребность забрать их себе». Позднее он признавал, что всю жизнь был «маниакальным соблазнителем женщин».
Несмотря на свои последующие достижения, на протяжении всей своей жизни Казан продолжал считать себя аутсайдером. Как он сказал в интервью 1995 года: «Многие критики называют меня аутсайдером, и я полагаю, так оно и есть, так как я иностранец, я иммигрант. Я имею в виду, что я не входил в общество. Я бунтовал против него. И даже когда я добивался успеха, я оставался аутсайдером. Потому что такова моя природа».
На старшем курсе колледжа он посмотрел фильм «Броненосец „Потёмкин“» Сергея Эйзенштейна, после чего решил серьёзно заняться актёрским искусством. Окончив с отличными баллами колледж Уильямса, Казан поступил в Школу драмы Йельского университета, после окончания которого в 1933 году вступил в Group Theatre в Нью-Йорке.

### Театральная карьера в 1930—1960-е годы
В 1932 году, после двух лет учёбы в Школе драмы Йельского университета Казан поступил в театр The Group Theater в Нью-Йорке в качестве актёра и ассистента помощника режиссёра. Впервые он вышел на бродвейскую сцену в спектакле «Куколка» (1932), после чего сыграл роль санитара в медицинской драме Сидни Кингсли «Люди в белом» (1933—1934), где также играли Джозеф Эдвард Бромберг, Пола Страсберг, Льюис Леверетт, Клиффорд Одетс, Тони Крейбер, Арт Смит, Фиби Брэнд и её муж Моррис Карновски, их всех 19 лет спустя Казан назовёт коммунистами. 

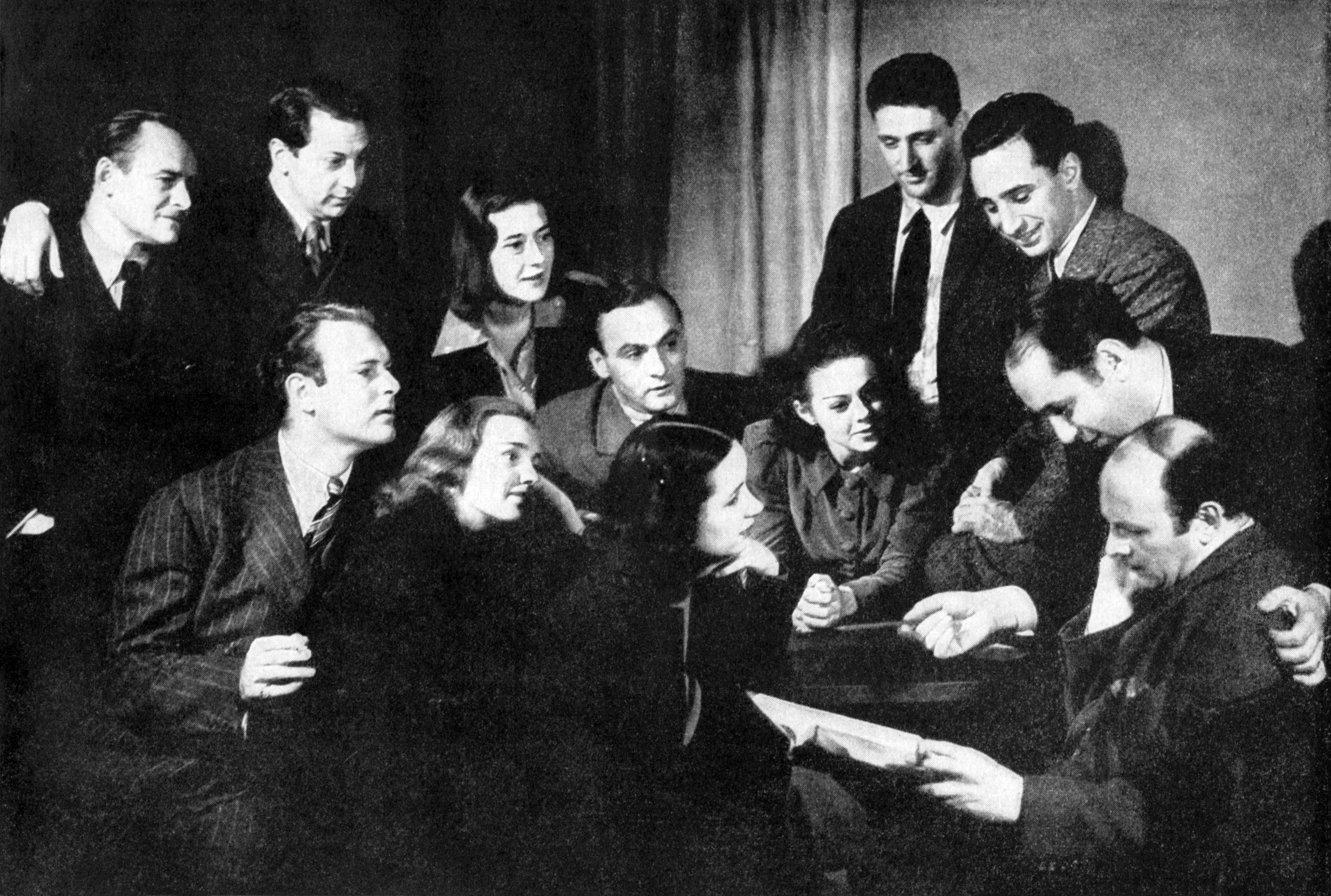
Члены The Group Theatre слева направо: Роман Бонен, Лютер Адлер, Лейф Эриксон, Франсес Фармер, Рут Нельсон, Сэнфорд Мейснер, Фиби Брэнд, Элинор Линн, Ирвин Шоу, Элиа Казан, Харольд Клёрман и Моррис Карновски

 В 1934 году, как и многие молодые люди в искусстве, которые видели опустошение в период Великой депрессии и стремились достичь какого-то многообещающего будущего, Казан вместе со своей женой Молли Дэй Тэтчер вступил в Коммунистическую партию. Но, по словам Дэвида Томсона из The Guardian, «Казан не был создан послушным членом партии. У него были своевольные вкусы. В частности, он любил работу Орсона Уэллса. В конце концов, партийный чиновник, „человек из Детройта“, прибыл на собрание ячейки Казана и отчитал его перед другими. Состоялось голосование по поводу членства Казана в партии, и он был единогласно исключён. Он стал аутсайдером, даже в ревностные 1930-е годы он ненавидел секретность и паранойю и не выносил подавления индивидуальности».
В 1930-е годы Казан и Одетс были крепкими друзьями. Став драматургом, Одетс добился «огромного успеха со своей мощной одноактной пьесой» «В ожидании Лефти» (1935). В этом спектакле Казан отлично сыграл значимую роль разгневанного таксиста, который подговаривал к забастовке своих коллег, а затем поворачивался к зрительному залу и призывал скандировать вместе с ним: «Бастуй!». Сооснователь The Group Theater Гарольд Клёрман вспоминал в своей книге «Пылкие годы» (1945): «Элиа производил потрясающее впечатление. Все были уверены в том, что мы взяли его прямо из такси специально для этой роли». Во второй половине 1930-х годов Казан сыграл в пьесах Одетса «Потерянный рай» (1935) и «Золотой мальчик» (1937), мюзикле «Джонни Джонсон» (1937) на музыку Курта Вайля, а также в пьесе Ирвина Шоу «Милые люди» (1939).
К концу 1930-х годов Казан нашёл себя и как постановщик спектаклей. В 1935 году Казан поставил свой первый спектакль «Молодые идут первыми» (1935), за которой последовали «Кейси Джонс» (1938) и «Громовая скала» (1939) по пьесам Роберта Ардри. В 1937 году Казан впервые обратился к кино, сняв вместе с оператором Ральфом Стайнером свой первый фильм — 20-минутную независимую документальную картину «Люди из Камберленда» (1937).
В 1940 году своей игрой в спектакле по пьесе Одетса «Ночная музыка» (1940) Казан привлёк к себе внимание Голливуда, и в 1940—1941 годах он сыграл в двух гангстерских фильмах, которые поставил Анатоль Литвак — «Завоевать город» (1940) и «Блюз в ночи» (1941). По словам Томсона, «он хорош в обоих, однако он никогда не рассматривал себя более чем злодея или характерного актёра». Как написал Дик Восбург в The Independent, летом 1940 года Казан «сыграл приятного гангстера в фильме Warner Bros „Завоевать город“. Неожиданно застреленный коллегой-гангстером, он умирает, произнося: „О, господи, этого я никак не ожидал!“, и это был один из самых запоминающихся моментов фильма». Как далее сообщает Восбург, согласно голливудской легенде, глава киностудии Джек Уорнер предложил Казану многолетний актёрский контракт, при этом посоветовав ему сменить имя на Поль Сезанн. Когда молодой актёр указал на то, что один Поль Сезанн уже был, Уорнер якобы ответил: «Мальчик, сделаешь парочку хитовых картин, и люди о том парне совсем забудут!». Сыграв кларнетиста на той же студии в фильме «Блюз ночью» (1941), Казан принял решение сконцентрироваться на режиссуре. В своей автобиографии 1988 года «Элиа Казан: Жизнь» он писал: «Я решил тем летом, что никогда больше не буду актёром, и больше никогда им не был».
Казан вернулся в свой театр, быстро «захватив в нём творческую власть в, как оказалось, критический момент». В эпоху Великой депрессии The Group Theater считался самым значимым экспериментальным театром своего времени. В своей работе он опирался на систему Станиславского, «когда актёр внутренне переживает ту эмоцию, которую он должен воплотить на сцене, соотнося чувства персонажа с собственным опытом». Однако Казан на этом не остановился. Ранее, когда он работал помощником ассистента режиссёра в театре Theatre Guild, он увидел другой подход к театральной игре, который воплощал актёр Осгуд Перкинс. Казан писал: «Там нет эмоций, только мастерство. Во всех аспектах технического оснащения он был бесподобен». С этого момента в своей работе Казан стал стремиться совмещать оба метода — психологический и профессиональный, или технический: «Я полагал, что смогу взять тип искусства, примером которого был Перкинс — внешне чистое действие, управляемое и контролируемое в каждую минуту и при каждом повороте с жестами сдержанными, но убедительными — и соединить его с типом игры, который выстраивала Group — напряжённой и по-настоящему эмоциональной, укоренённой в подсознании, и потому часто неожиданной и шокирующей в своём откровении. Я хотел попробовать свести эти две противоположные и часто конфликтующие традиции вместе». Как пишет Мервин Ротштейн в «Нью-Йорк таймс», «сочетая эти две техники, Казан стал известен как актёрский режиссёр — для многих в искусстве он был самым лучшим актёрским режиссёром всех времён. Многие критики говорили, что игра, которой он позднее добился от Марлона Брандо, Рода Стайгера, Карла Молдена, Джеймса Дина, Джули Харрис, Кэрролл Бейкер, Эли Уоллаха и Натали Вуд, а также от многих других, была лучшей в их карьерах».
В 1942 году Казан получил восторженные отзывы за постановку популярной комедии «Кафе „Корона“» (1942), которая стала его первым крупным успехом в качестве театрального режиссёра. Вскоре последовала комедия «Кожа наших зубов» (1942—1943) по пьесе Торнтона Уайлдера с «актёрским составом мечты», включавшим Таллулу Бэнкхед, Фредрика Марча и Монтгомери Клифта. Спектакль стал крупным хитом, выдержав 359 представлений. Сама пьеса завоевала Пулитцеровскую премию, а Казан за свою постановку был удостоен Премии общества театральных критиков Нью-Йорка. Эта постановка стала для Казана прорывом. Вслед за этим последовали такие хитовые постановки, как мюзикл Курта Вайля и Огдена Нэша «Одно касание Венеры» (1943—1945, 567 представлений) с Мери Мартин и антифашистская комедия «Якобовский и полковник» (1944—1945, 417 представлений).
В конце концов Казан пришёл к выводу, что Group Theater ошибался, когда исходил из того, что театр — это коллективное искусство. Он говорил: «Чтобы быть успешным, надо выразить видение, убежденность и настойчивое присутствие одного человека. Этот человек должен обладать страстью к ясности — со сценаристом он оттачивает главную тему сценария, а затем анализирует каждую строчку на предмет мотивации и драматического напряжения».
В 1947 году Казан, Шерил Кроуфорд и Роберт Льюис основали Актёрскую студию как особую площадку, где актёры могли бы расти в своей профессии и развивать психологическое знание, которое требовалось в пьесах, доминировавших на Бродвее в 1940—1950-е годы. Позднее в Актёрскую студию вступил и Ли Страсберг, с 1951 года ставший её бессменным руководителем вплоть до своей смерти в 1982 году. Деятельность Актёрской студии, которая практиковала игру по методу, близкому системе Станиславского, оказалась чрезвычайно влиятельной своим стремлением к внутренней правде, которую должен раскрыть актёр. Действительно, именно этот метод превратил актёра из профессионального интерпретатора в творческого гения. Более того, по мнению Томсона, этот метод с его личностным выражением работал ещё лучше на экране, чем на сцене. Актёрская студия стала своего рода духовным домом для театральных людей, а актёрам нравился подход Казана к режиссуре.
В этот период началось сотрудничество Казана с такими драматургами, как Артур Миллер и Теннесси Уильямс, благодаря которому Казан стал одной из самых мощных фигур на Бродвее. В 1947 году особый успех Казану принесла постановка двух пьес — «Все мои сыновья» (1947) Артура Миллера и «Трамвай „Желание“» (1947—1949) Теннесси Уильямса. Пьеса «Все мои сыновья», которая выдержала 328 представлений, была первой совместной работой Казана с Миллером. Постановка этой пьесы, которая рассказывала «о зле, порождённом спекуляцией на войне», по словам Ротштейна, была выполнена «неотразимо». Спектакль принёс две премии «Тони» — Миллеру как автору пьесы и Казану — как постановщику.
В 1947 году началось бродвейское сотрудничество Казана с Теннесси Уильямсом. Их первой совместной работой стала постановка пьесы «Трамвай „Желание“» (1947—1949, 855 представлений), за которую драматург был удостоен Пулитцеровской премии. Как отмечает Ротштейн, «великолепная постановка этой пьесы об опустившейся южной аристократке Бланш Дюбуа и жестоком муже её сестры Стенли Ковальски, сделали Казана выдающимся бродвейским режиссёром, а персонаж Ковальски сделал из 23-летнего Брандо новую великую звезду». Как отметил Томсон, «постановка важна своей физической энергией игры, психологически богатым поведением в воплощении Брандо, которого Казан выбрал на роль Ковальски. И особым американским стилем игры, который разрабатывал Казан под сильным влиянием Станиславского». Театральный критик Джон Чепман из The New York Daily News назвал спектакль «одним из тех незабываемых произведений, когда всё правильно и нет ничего, что неправильно». За исключением Джессики Тенди, которая играла Бланш Дюбуа на Бродвее, весь нью-йоркский актёрский состав «Трамвая „Желение“» воспроизвёл свои роли в киновоплощении пьесы 1951 года. Спектакль получил две премии «Тони» — за лучшую драму (Уильямс) и лучшей драматической актрисе (Тенди)
В этот период Казан оказался на развилке — с одной стороны, он уже начал работать в Голливуде, с другой стороны, его по-прежнему притягивали его театральные корни на Востоке страны. По словам Томсона, Казан «был заинтригован возможностями, которые предлагало кино в плане создания реальности с помощью ветра, воздуха и выбора места действия, а также в драматическом плане и с точки зрения показа хорошей актёрской игры. Как режиссёр он становился более визуальным, более кинематографичным и — как говорили некоторые — более голливудским человеком, которого сам любил презирать».
Тем не менее, Казан решил не отказываться от сцены. Он продолжил сотрудничество с Миллером спектаклем «Смерть коммивояжёра» (1949—1950, 742 представления), который один критик назвал «увлекательным и разрушительным театральным взрывом, который только способны выдержать нервы современного театрала». Мервин Ротштейн в «Нью-Йорк таймс» назвал спектакль «очередной театральной вехой» Казана, «сокрушительным обвинением американскому образу жизни с Ли Джеем Коббом в главной роли обычного американского коммивояжера Вилли Ломана». Миллер получил за эту пьесу Пулитцеровскую премию и две премии «Тони» — за лучшую пьесу и как лучший автор, Казан получил «Тони» а режиссуру, кроме того, спектакль принёс премии лучшему актёру второго плана (Артур Кеннеди), лучшему продюсеру драмы и лучшему художественному постановщику.
В 1950-е годы ознаменовались серией новых успешных постановок Казана на Бродвее. В частности, он впервые поставил на Бродвее спектакли «Камино Реал» (1953) по пьесе Уильямса, а также «Чай и симпатия» (1953—1955) по пьесе Роберта Андерсона. Спектакль был сыгран 712 раз и принёс актёрскую премию «Тони» Джону Керру, а также премии «Театральный мир» актёрам Энтони Перкинсу и Мэри Фикетт. Следующим крупным успехом Казана стал спектакль «Кошка на раскалённой крыше» (1955—1956, 694 представления) по пьесе Уильямса, текст которой под контролем Казана был подвержен существенной доработке. За эту пьесу помимо Пулитцеровской премии за лучшую драму Уильямс был удостоен также номинации на «Тони». Номинаций на «Тони» удостоились также Казан за режиссуру, Барбара Бел Геддес — как лучшая актриса и Джо Милцинер за лучшую сценографию.
К числу наиболее удачных постановок Казана относится также драма «Тьма наверху лестницы» (1957—1959, 468 представлений) по пьесе Уильяма Инджа, которая принесла пять номинаций на «Тони», в том числе как лучшая пьеса (номинации удостоились Индж как автор, Казан и Арнольд Сейнт-Саббер как продюсеры) и отдельно Казану за лучшую постановку. Спектакль «J. B.» (1958—1959, 364 представления) по пьесе Арчибальда Маклиша, которая принесла драматургу Пулитцеровскую премию за лучшую драму, завоевал также две премии «Тони» — Маклишу за лучшую пьесу и Казану за лучшую режиссуру, а также номинации на «Тони» за лучшую художественную постановку и актёрам Кристоферу Пламмеру и Нэн Мартин. Драма «Сладкоголосая птица юности» (1959—1960, 375 представлений) по пьесе Уильямса принесла Казану премию нью-йоркских критиков и номинацию на «Тони» за лучшую режиссуру, а также актёрские номинации на «Тони» Джеральдин Пейдж и Рипу Торну.В 1961 году Казан заявил, что «ошеломляющие расходы на бродвейскую постановку» и урезание репетиционных графиков продюсерами сделали «почти невозможным выполнение художественно смелой работы». Он покинул Бродвей, взявшись за написание романов и киносценариев.
После некоторого перерыва, связанного с литературной и кинематографической деятельностью, Казан вернулся в Нью-Йорк в 1964 году в качестве директора и художественного руководителя (совместно с Робертом Уайтхэдом) нового театра Vivian Beaumont Theater, здание которого в тот момент строилось в Линкольн-центре. Пока новый театр строился, Казан поставил пять спектаклей, включая два по драмам Артура Миллера «После грехлопадения» (1964—1965) и «Это случилось в Виши» (1964—1965) в театре ANTA/Washington Square Theater в Гринвич-Виллидж.В спектакле «После грехопадения» (1964—1965, 208 представлений), который носил необычный для Казана нелинейный и сюрреалистический характер. Артур Миллер выразил свои мысли и эмоции после разрыва своего брака с Мерилин Монро. Спектакль принёс актрисе Барбара Лоден, которая в 1967 году станет женой Казана, премии «Тони» и «Театральный мир» как лучшей актрисе, а актёру Джейсону Робартсу-младшему принёс номинацию на «Тони». Казан также продюсировал спектакль «Миллионы Марко» (1964) по пьесе Юджина О’Нила, был продюсером и постановщиком комедии «Но для кого Чарли» (1964), спектакля «Подмена» (1964) по мотивам трагедии Томаса Мидлтона, продюсировал спектакль «Это случилось в Виши» (1964—1965) по пьесе Артура Миллера (постановку осуществил Гарольд Клёрман), а также комедию Мольера «Тартюф» (1965), которая принесла три номинации на «Тони», в том числе Казану как одному из продюсеров и Уильяму Боллу за лучшую постановку. Однако споры с советом директоров Линкольн-центра привели к тому, что в 1965 году Казан и Уайтхэд уволились ещё до завершения строительства Vivian Beaumont Theater.По информации CBS, после двух сезонов Казан подал в отставку, заявив, что «работа администратора ему не по вкусу».

### Кинематографическая карьера в 1945—1952 годы
Как пишет Ротштейн, «после достижения вершины в театре Казан стал добиваться признания и как кинорежиссёр». Первым полнометражным художественным фильмом Казана стала мелодрама «Дерево растёт в Бруклине» (1945), поставленная по роману-бестселлеру Бетти Смит 1943 года. 

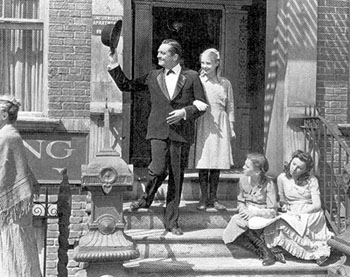
Кадр из фильма «Дерево растёт в Бруклине» (1945)

 Эта трогательная история повествует о жизненных заботах и невзгодах ирландской семьи Ноланов, проживающей в многоквартирном доме в Бруклине в 1912 году. В состав семьи входят отец (Джеймс Данн), симпатичный и добрый, но безответственный алкоголик, работящая и ответственная мать Кэти (Дороти Макгуайр) и двое детей — 13-летняя Фрэнси (Пегги Энн Гарнер) и 12-летняя Нили. История рассказана от лица смышлёной и трезвомыслящей Фрэнси, которая, любит своего отца и стремится к знаниям. В жизни семьи активное участие также принимает свободолюбивая и немного экстравагантная сестра матери, тётя Сисси (Джоан Блонделл). Как написал кинокритик Дик Восбург в газете «Индепендент», когда продюсер 20th Century Fox Луис Д. Лайтон предложил Казану поставить киноверсию романа, главный продюсер студии Дэррил Ф. Занук ответил: «Я естественно отношусь подозрительно к глубоким мыслителям в кино. Они иногда думают так глубоко, что бьют мимо цели». Фильм однако доказал, что Занук ошибался. Фильм был поставлен с большим чувством, а Джеймс Данн и Пегги Энн Гарнер за свою игру завоевали «Оскары». Фильм тпеже был номинирован на «Оскар» за лучший сценарий.

Затем последовала «мыльная опера в жанре вестерн» «Море травы» (1947), которая рассказывала о светской даме из Сент-Луиса Люти Камерон (Кэтрин Хэпбёрн), которая выходит замуж за крупного скотовладельца из Нью-Мексико полковника Джима Брютона (Спенсер Трейси). Полковник ведёт ожесточённую борьбу с новыми поселенцами, которые занимают его земли. Первоначально Люти поддерживает мужа, однако вскоре её отталкивает нетерпимость и жестокость полковника, и она уходит от него. Осев в Денвере, она начинает роман с адвокатом Брайсом Чемберленом (Мелвин Дуглас), который защищает права поселенцев. Однако через некоторое время после рождения сына она возвращается к полковнику, но без должного родительского внимания сын (Роберт Уокер) вырастает преступником, которого в конце концов убивает полицейский отряд. 

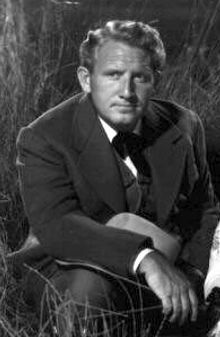
Спенсер Трейси в фильме «Море травы» (1946)

Первоначально история настолько понравилась Казану, что он специально обратился к студии Metro-Goldwyn-Mayer с просьбой дать ему возможность поставить по ней картину. Позднее в одном из интервью Казан сказал, что в этой работе его привлёк «масштаб классической американской истории» и «чувство, что когда происходят исторические перемены, теряется что-то чудесное». Казан хотел снять масштабное кино на натуре с относительно малоизвестными актёрами «с грубой кожей», однако в итоге был вынужден работать в студийном павильоне со звёздами первой величины. Как позднее говорил Казан, если бы «я знал, что фильм о траве, просторах и небе» будет сниматься в павильоне, и"если бы я был достаточно сильным и уверенным в себе, если бы я защищал собственное достоинство, то я бы отказался. Но меня приучили не останавливаться и искать лучшее возможное решение". Окончательный вариант сценария совсем не понравился Казану, но он мало что мог сделать, так как его влияние в Голливуде на тот момент было ограниченным. По словам киноведа Джереми Арнольда, Казан старался изо всех сил, однако, как он и предчувствовал, работа шла хаотично и некомфортно. Главными проблемами стали производственный график, установленный студией, и серьёзные конфликты между режиссёром и двумя звёздами. Трейси страдал от проблем с алкоголем, из-за чего постоянно недоигрывал, однако Хэпберн, дабы удержать партнёра от полного срыва, восхищалась его игрой в каждой сцене, что не давало Казану возможности воплотить своё видение актёрской игры в картине. В итоге, по мрению Арнольда, «получился не только самый нетипичный для Казана фильм, но и самый слабый фильм звёздного дуэта Трейси-Хэпберн». Современный критик Деннис Шварц назвал картину «разочаровывающим студийным эпическим вестерном», который «несмотря на щедрый бюджет и грамотное производство, раздражает своей медленной задумчивостью, длиннотами, унылостью, и, кроме того, для вестерна ему явно не хватает экшна… Слишком многое кажется фальшивым в этой старомодной фермерской вражде, включая неестественное избрание на главные роли в вестерне звёзд городских комедийных мелодрам. Они привносят в картину ненужную ходульную театральность и смотрятся натянуто».
В следующий раз Занук и Казан объединили силы при работе над куда более успешным фильмом «Бумеранг!» (1947), который основывался на реальном деле об убийстве и снимался в небольшом городке, аналогичном тому, где оно произошло. Фильм начинается с шокирующего убийства пожилого священника во время вечерней прогулки по центральной улице небольшого городка в Коннектикуте. Вскоре по подозрению в убийстве полиция задерживает местного бродягу (Артур Кеннеди), после чего вступает в действие прокурор Генри Харви (Дэна Эндрюс), который должен добиться вынесения обвинительного приговора. Поначалу, поддерживаемый местными властями и общественностью, Генри успешно ведёт дело к обвинительному вердикту, однако затем у него возникают сомнения в виновности обвиняемого, так как все выводы следствия построены на косвенных уликах. Даже несмотря на признание обвиняемого, Харви чувствует, что тот невиновен. Он проводит самостоятельное расследование, и после глубоких размышлений, несмотря на сильное давление на него, снимает обвинения.
Большинство кинокритиков и рецензентов дали фильму положительные отзывы. Босли Краузер в «Нью-Йорк таймс», обратив внимание на некоторое отступление в сценарии от фактического материала, вместе с тем высоко оценил художественные достоинства картины, написав, что «стиль подачи материала вылился в драму редкой ясности и силы» и, по его мнению, «как мелодрама с гуманистическими и социальными обертонами, она не имеет никаких художественных изъянов». Журнал Variety назвал фильм «рассказанной в полудокументальном стиле захватывающей мелодрамой из реальной жизни», а Джеймс Эйджи В The Nation написал, что «Бумеранг!» может гордиться «самой безупречной актёрской игрой, которую я видел в одном фильме». Современный кинокритик Пол Татара полашает, что этот фильм «остаётся захватывающей картиной, которая бьёт сильнее и движется быстрее, чем большинство фильмов той эпохи». Картина была номинирована на «Оскар» за лучший сценарий и на Каннском кинофестивале — как лучший фильм, а Казан как режиссёр удостоился премий Национального совета критиков и Общества кинокритиков Нью-Йорка. Сам Казан рассматривал этот фильм как ставший для него прорывом в кино.

Свою следующую картину, социальную драму «Джентльменское соглашение» (1947) Казан вновь поставил на студии Twentieth Century Fox. Фильм рассказывает о журналисте Филе Грине (Грегори Пек), который, переехав в Нью-Йорк, получает от редактора журнала Джона Минифи (Альберт Деккер) задание написать статью об антисемитизме. Для более глубокого погружения в тему Грин, который не является евреем, решает прожить полгода, выдавая себя за еврея. 

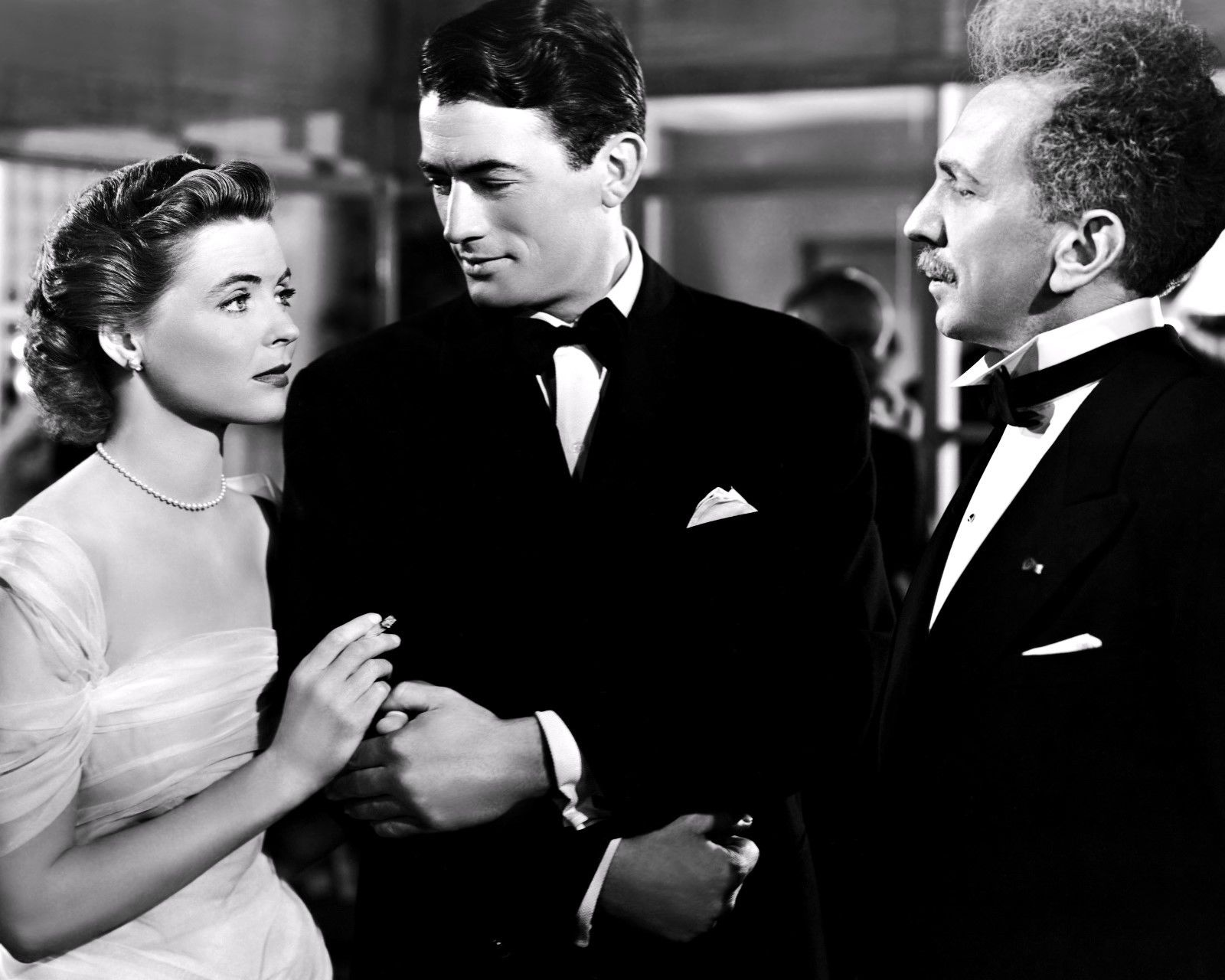
Дороти Макгуайр, Грегори Пек и Сэм Джеффе в фильме «Джентльменское соглашение» (1947)

 Он знакомится с племянницей издателя, учительницей Кэти Лейси (Дороти Макгуайр), начиная с ней встречаться. Кэти одобряет позицию Фила в отношении антисемитизма, однако трактует её не столь категорично. Фил сталкивается с несколькими случаями дискриминации евреев, когда секретаршу (Джун Хэвок) отказываются взять на работу из-за её еврейского имени, а его друг-еврей Дэйв Голдман (Джон Гарфилд) рассказывает, как в армии на него набросился антисемитски настроенный солдат. Из-за своей национальности Дейв не может найти подобающее жильё для своей семьи. Далее Фил сталкивается с антисемитизмом среди врачей, а также как еврей получает отказ от размещения в дорогом пригородном отеле, а его сын подвергается насмешкам в школе. Многие друзья Джейн, сестры Кэти, не приходят на вечеринку, узнав, что там будет еврей, а Кэти отказывается сдать Дейву свой свободный коттедж, так как этого не хотели бы соседи, что приводит к разрыву помолвки с Филом. После выхода статьи Фила, которая получает высокую оценку в редакции, Кэти соглашается сдать свой коттедж Дейву, после чего Фил примиряется с ней.
Фильм поставлен по одноимённому роману-бестселлеру 1947 года Лоры З. Хобсон. Как отмечает историк кино Дэвид Стеррит, тема для того времени была рискованной, и многие предупреждали Занука не делать этот фильм, однако к его чести и чести Казана, они не стали слушать эти советы, и «пробили эту стену на Twentieth Century Fox». Тем не менее, некоторые критики считали неправильным, что в центре внимания оказался герой, который лишь временно страдает от антисемитизма. Как написал либеральный автор Ринг Ларднер, «мораль фильма состоит в том, что никогда не будь подлым по отношению к еврею, потому что он может оказаться неевреем». Другие ставили в вину фильму его излишне нравоучительный характер. Роберт Л. Хэтч, в частности, написал в The New Republic, что это «скорее не пьеса, а трактат, который страдает свойственными правдоискательскому произведению недостатками». При этом он отметил, что история «выходит далеко за рамки демонстрации откровенной травли евреев и описания грязных уловок закрытых кварталов и избранных клиентов. Здравомыслящие люди выступают против таких примеров ненормального поведения, но „Джентльменское соглашение“ затрагивает и самих этих здравомыслящих людей, загоняя их в угол, где кодекс приемлемого поведения больше не способен прикрыть их, и им придётся ясно выразить свою позицию».
С другой стороны Босли Краузер в «Нью-Йорк таймс» высоко оценил картину, написав, что «жалкое бессердечие антисемитизма было разоблачено в фильме с такой же откровенностью и даже с большей драматической силой, чем в романе, по которому он поставлен. Каждый момент описанных в книге предрассудков получил превосходную иллюстрацию и более выразительную демонстрацию в кино, не только расширяя, но и усиливая размах морального негодования». Отметив хороший и храбрый поступок продюсера студии Twentieth Century-Fox, который сделал фильм таким острым, Краузер далее написал: «Отличные актёры, блестящая режиссура Элии Казана и прямота сценариста в назывании конкретных имён придали фильму реализм и аутентичность. Фильм поможет открыть глаза на эту уродливую и тревожную проблему миллионам людей по всей стране». При этом Краузер заметил, что фильм затрагивает лишь ограниченный спектр американцев «высшего социального и профессионального уровня», и рассматривает лишь мелкие проявления антисемитизма в буржуазной среде, «не погружаясь в дьявольскую мораль, из которой антисемитизм проистекает». Как отмечает Стеррит, благодаря своей храбрости, умному и увлекательному содержанию, «Джентльменское соглашение» собрало целый урожай высоких наград. В частности, Занук забрал премию «Оскар» за лучшую картину, Казан получил приз за лучшую режиссуру, а Селеста Холм была удостоена награды за роль второго плана. В общей сложности фильм получил восемь номинаций на премию «Оскар», в том числе номинаций удостоились актёры Грегори Пек и Дороти Макгуайр. Фильм также получил четыре «Золотых глобуса», в том числе как лучший фильм и за лучшую режиссуру (Казан). Казан также завоевал премию Национального совета критиков, Общества кинокритиков Нью-Йорка и был номинирован на Большую международную премию Венецианского фестиваля. По мнению Томсона, «Оскары» за лучший фильм и лучшую режиссуру — «это очень щедрые награды сегодня для проекта об антисемитизме, который кажется ходульным и высокопарным в своём чувстве собственной отваги и новизны. Это не очень хороший или быстрый фильм — на тот момент Казан ещё был намного лучшим сценическим режиссёром, намного более настроенным на импульс живого театра». Тем не менее, по мнению Стеррита, фильм входит в число лучших «фильмов на острые общественные проблемы», которые сделал Голливуд по окончании Второй мировой войны, и, кроме того, «по-прежнему воспринимается как умная, острая и захватывающая драма. И хотя с 1947 года времена изменились, тема, которую он так смело затрагивает, остается актуальной и по сей день».
Вскоре последовала ещё одна остросоциальная картина «Пинки» (1949), которая, по словам Ротштейна, была «одним из первых фильмов на тему расизма и смешанных браков». Фильм рассказывает о светлокожей афроамериканке Патрисии «Пинки» Джонсон Джинн Крейн). Она выросла и получила профессию медсестры на Севере США, после чего вернулась к своей бабушке Дайси (Этель Уотерс) в маленький южный городок. В Бостоне у Пинки остался белый жених, доктор Томас Адамс, к которому она хочет вернуться. Столкнувшись с несправедливостью полиции по отношению к чёрным и приставаниями белых мужчин, Пинки решает уехать. Однако Дайси уговаривает её пойти в качестве медсестры к мисс Эм (Этель Бэрримор), болезненной белой женщине, живущей в ветхом особняке по соседству. Мисс Эм оказывается жёсткой, но справедливой женщиной. Она убеждает Пинки не пытаться выдавать себя за белую, а жить своей естественно жизнью, не обращая внимания на предрассудки. Пинки сообщает приехавшему к ней Тому, что она чёрная, однако того это не смущает. Он предлагает вернуться с ним на Север и жить как белая, но Пинки хочет продолжить работу в родном городе. Перед смертью мисс Эм составляет завещание, оставив Пинки свой дом и землю в знак уверенности в том, что та будет использовать их с пользой. Несмотря требования родственников мисс Эм и уговоры отказаться от завещания, Пинки, тронутая верой в неё мисс Эм, решает не возвращаться на Север, пока вопрос с наследством не будет урегулирован. В итоге Пинки выигрывает суд, после чего, используя унаследованные дом и землю, Пинки основывает «Клинику и детский сад мисс Эм» для негритянского сообщества, которой управляет вместе с Дайси.
В основу фильма положен роман «Качество» (1946) Сида Риккетса Самнера, который был впервые опубликован в Ladies Home Journal. Первым режиссёром картины был назначен Джон Форд, однако после недели работы Занук остался недоволен отснятым материалом и шаблонными образами чёрных персонажей. Он заменила Форда на Казана, который незадолго до того добился большого успеха с антисемитским «Джентльменским соглашением». Заняв режиссёрскую должность, Казан выбросил весь отснятый Фордом материал как непригодный, однако оставил сценарий и актёрский состав без изменений, хотя сразу понял, что Джин Крейн со своей красотой, напряжённым лицом и пассивностью не подходила на заглавную роль. Однако он нашёл выход с Крейн, подав эти качества как напряжённость её героини. Вопреки желаниям Казана, который хотел снимать в одном из южных городков, студия решила снимать большую часть картины в павильоне. Как сказал позднее Казан, «естественно там не было грязи, пота и воды, не было ничего. Именно поэтому „Пинки“ мне не очень нравится». После выхода картины Филип Данн в «Нью-Йорк таймс» написал, что фильм снял «многолетнее табу на фильмы на тему расовых или религиозных предрассудков», журнал Variety, однако, посчитал проблематику картины недостаточно острой, написав, что фильм ставит «развлечение выше рассуждений». В своей рецензии в «Нью-Йорк таймс» Босли Краузер, в частности, написал: «Занук и студия Twentieth Century-Fox обратили внимание на проблему расизма в наиболее известном его месте — на глубоком Юге», создав «живую, разоблачающую и эмоционально насыщенную картину». В картине «достаточно откровенно представлены некоторые аспекты расовой дискриминации на Юге… При всех своих достоинствах, однако, эта демонстрация социальной проблемы имеет определенные недостатки и упущения, с которыми трудно согласиться. Взгляд авторов как на негров, так и на белых, в значительной степени ограничивается типажами, не соответствующими сегодняшним реалиям. Никакого подлинно конструктивного осмысления отношений между черными и белыми не предлагается. Яркое разоблачение некоторых жестокостей и несправедливостей — это всё, что предлагает картина. Однако их она подаёт с чувством и тревогой. И за это мы можем быть всецело благодарны фильму и его создателям».Хотя современный критик Томсон назвал картину «банальной попыткой рассказать о расизме», Дик Восбург посчитал, что фильм «серьёзной атакой на расовые предрассудки, который стал ещё одним успехом Занука и Казана, хотя и был омрачён эскапистским финалом». Хотя фильм и не завоевал «Оскар», как «Джентльменское соглашение», тем не менее, он принёс номинации на «Оскар» исполнительницам трёх женских ролей — Джинн Крейн как лучшей актрисе, а также Этель Бэрримор и Этель Уотерс как лучшим актрисам второго плана.
Следом за этой картиной студия Twentieth Century-Fox выпустила нуарный триллер «Паника на улицах» (1950). Сделанный по рассказу Эдны и Эдварда Энхалтов «Карантин, некоторые любят похолоднее», фильм рассказывает об усилиях офицера корпуса службы здравоохранения США (Ричард Уидмарк) и капитана городской полиции (Пол Дуглас) по предотвращению эпидемии лёгочной чумы в Новом Орлеане. В течение одного-двух дней они должны выявить носителей смертельно опасного заболевания, пока оно не получит массового распространения. Заражёнными оказываются трое бандитов, убивших человека, который только что нелегально прибыл из-за рубежа. Чувствуя, что на них идёт охота, преступники всячески укрываются от преследования властей, однако в итоге их нейтрализуют.

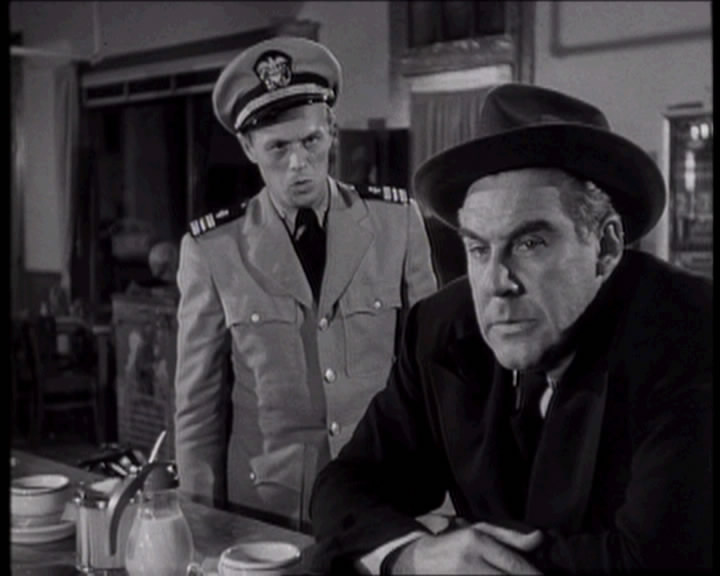
Ричард Уидмарк и Пол Дуглас в фильме «Паника на улицах» (1950)

После выхода на экраны фильм получил преимущественно положительные оценки. Так, журнал Variety назвал его «исключительной мелодрамой с преследованием», выделив «плотный сценарий и постановку». Хотя фильм «рассказывает об успешных попытках схватить парочку преступников, являющихся носителями микробов, чтобы предотвратить распространение чумы и панику в большом городе», тем не менее «чума является где-то побочной темой по сравнению с темой копов и бандитов». Журнал также отмечает, что «в фильме много оживлённого действия, хороших человеческих эмоций и некоторых необычных моментов». Позднее критики также высоко оценивали картину. Журнал TimeOut назвал её «отличным триллером, намного меньше нагруженным значимостью, чем большинство фильмов Казана». Рецензент журнала отметил, что в картине «поразительно хорошо сочетаются жанр фильм нуар и метод психологической актёрской игры», который исповедовала Актёрская студия в Нью-Йорке, особенно когда «панические поиски набирают свой ход». Кинокритик Майкл Аткинсон считает, что этот фильм превосходит подавляющее большинство стандартных нуаров «благодаря зрелости своего сознания, доведённому до совершенства реализму, а также отказу от голливудских лёгких ответов и простых решений». Аткинсон пишет, что «фильм представляет собой нечто существенно большее, чем очередной нуар, или даже „проблемный“ фильм… Хотя по своей сути это полицейский процедурал — с эпидемиологическим Макгаффином в центре внимания — это также самый умный, самый убедительный, самый увлекательный и подробный портрет американской жизни, когда-либо созданный в эпоху до Голливудской новой волны». Критик отмечает, что в этом «напряжённом триллере острое внимание Казана к энергетике преследования и сложности бюрократических процедур — это лишь каркас фильма. Однако что в нём по-настоящему захватывает — это человеческие характеры и ощущение хаоса». По мнению Аткинсона, «ничто в его замечательной фильмографии Казана — даже „В порту“ (1954) четыре года спустя — не достигает тонкости, разнообразия текстур и непредсказуемости ритмов „Паники“… Знаменитый своей постановкой великолепной актёрской игры, но при этом редко удостаивавшийся похвал за свою визуальную хватку, в этой картине Казан представил эти составляющие в обратном порядке: сняв эту криминальную историю в крайне быстром темпе, он повёл обширный актёрский ансамбль путём такого реализма, который никто ещё не знал в 1950 году… Казан рисует бурлящий портрет города, используя многочисленные съёмки на местах и наполняет каждый уголок фильма подлинными городскими делами и заботами». Кинокритик Джонатан Розенбаум назвал фильм «самым лучшим и самым забытым из ранних фильмов Казана». Эдна и Эдвард Энхалты завоевали «Оскары» за лучшую историю для фильма, а Казан получил Международный приз и номинацию на «Золотого льва» на Венецианском кинофестивале. Фильм вошёл в десятку лучших фильмов года, составленную Национальным советом критиков США.
В 1947 году Казан поставил на бродвейской сцене пьесу Теннесси Уильямса «Трамвай „Желание“», которая шла два года с огромным успехом как у зрителей, так и у критики. Для работы над фильмом по этой пьесе студия Warner Bros. пригласила Казана в качестве режиссёра, «который опирался в основном на те же принципы, что и при работе над спектаклем. Основные роли также исполнили актёры из бродвейского спектакля, за исключением Джессики Тенди, которая играла Бланш Дебуа». По словам Томсона, студия решила заменить Тенди на Вивьен Ли, которая рассматривалась как актриса с большим коммерческим потенциалом. Ли играла роль Бланш в лондонской постановке «Трамвая „Желание“», которую осуществил её муж Лоренс Оливье. Как пишет историк кино Джеймс Стеффен, во время работы над фильмом Казан сталкивался с определёнными проблемами как с актёрами, прежде всего, с Вивьен Ли, так и с цензурой. В частности, «Ли постоянно вступала в споры с Казаном относительно трактовки её роли, а также с другими актёрами, которые работали по системе Станиславского». Кроме того, в тот момент отношения Ли с мужем стали распадаться, и «роль Бланш только усиливала её тогдашнее маниакально-депрессивное состояние». Из фильма по требованию цензуры, было удалено указание на гомосексуализм умершего мужа Бланш, а финал пьесы, где Стелла оставалась с мужем, был изменён на сцену, где она от него уходит. В остальном всё осталось практически ьез изменений.

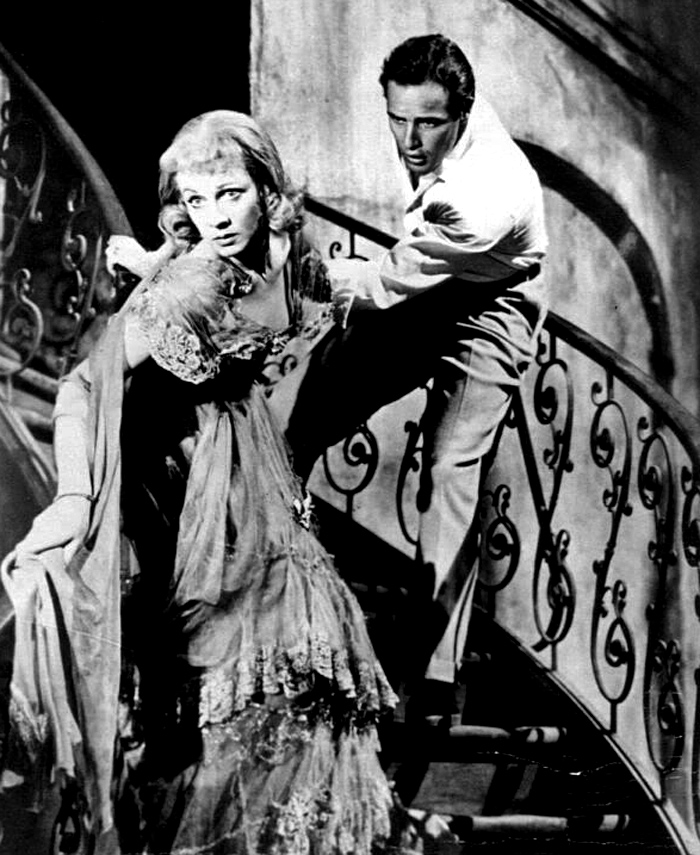
Марлон Брандо и Вивьен Ли в фильме «Трамвай „Желание“» (1951)

Фильм рассказывает о немолодой, но всё ещё достаточно привлекательной Бланш Дюбуа (Вивьен Ли), которая, оставшись без средств к существованию, приезжает к своей сестре Стелле (Ким Хантер), живущей с мужем Стэнли Ковальски (Марлон Брандо) в бедном промышленном районе Нового Орлеана. Бланш с менталитетом и манерами благородной леди сразу же раздражает грубого пролетария и реалиста Стенли, который видит лицемерие Бланш, не принимает её «культурных» манер, лжи, фантазий, притворства и высокомерия. В свою очередь, Бланш в разговоре с сестрой высказывается о Стенли как о «недочеловеке, неотесанном и примитивном животном». Когда среди друзей Стенли Бланш находит себе жениха, и дело идёт к свадьбе, Стенли выясняет правду о её прошлом. Оказывается, Бланш была уволена с работы из-за бурного романа со своим 17-летним учеником, а в родном городе её не воспринимают всерьёз из-за занятий проституцией и постоянных интрижек с мужчинами. Стэнли рассказывает об этом и Стелле, и жениху, который после этого заявляет, что «не собирается прыгать в аквариум с акулами». После того, как Стэнли отвозит рожающую Стеллу в больницу, он возвращается домой, где насилует Бланш, после чего та теряет рассудок. Вскоре после рождения ребёнка Стэнли вызывает психиатров для помещения Бланш в психиатрическую больницу. Бланш вначале полагает, что за ней приехал её богатый поклонник. В итоге поняв, что это не так, она пытается сопротивляться, но видя, что другого выхода у неё нет, уходит с врачами. Стелла кричит, что больше никогда не вернётся к Стэнли, забирает ребёнка и убегает к соседям. За кадром слышны крики Стэнли: «Стелла! Эй, Стелла!…».
По словам киноведа Роджера Эберта, «после выхода фильма на экраны он вызвал бурю споров. Его называли аморальным, упадническим, вульгарным и греховным, несмотря на существенные изменения, внесённые по требованию цензуры». Как отмечает историк кино Скотт Макги, «хотя фильм шокировал многих зрителей, он очень успешно показал себя в прокате. Но его главным достижением было то, что он открыл двери к тому, что Администрация производственного кодекса стала давать добро более острым и впечатляющим картинам». Фильм принёс в прокате более 4 миллионов долларов, что было весьма значительно для 1951 года, и, кроме того, пользовался любовью в профессиональном сообществе. Кинокритик Босли Краузер в «Нью-Йорк таймс», в частности, отметил, что "из пьесы Уильямса «Трамвай „Желание“», которая забрала большинство драматических призов во время проката на Бродвее, режиссёр Элиа Казан и просто превосходный актёрский состав создали фильм, который пульсирует страстью и остротой". Как далее пишет критик, «через незабываемую игру великой англичанки Вивьен Ли в душераздирающей роли деградирующей южной красавицы и через завораживающую атмосферу, которую Казан создал с помощью возможностей экрана, эта картина столь же прекрасна, если не прекрасней, чем пьеса. Внутренние мучения редко передаются на экране с такой чувственностью и ясностью. История поставлена Казаном с такой бурной энергией, что экран просто пульсирует от гневного насилия, прежде чем резко опуститься в изнурительную и болезненную тишину. Сочащиеся ненавистью столконовения между потерянной дамой и грубым мужчиной были сняты с таким искусным использованием крупных планов, что реально ощущается исходящий от них жар. Постановкой света и мизансцены в сочетании с блестящей музыкой и актёрским текстом подлинного поэтического богатства, Казан пробудил душевную боль и отчаяние». Подводя итог, Краузер, замечает, что «никакие слова не способны отдать должное содержанию и художественному уровню этого фильма. Вы должны посмотреть его, чтобы оценить. Мы настоятельно призываем вас сделать это». Влиятельный кинокритик Полин Кейл была восхищена «редкой» игрой Ли, которая «пробуждает жалость и ужас», далее заявив, что как Ли, так и Брандо «выдали две самых великих актёрских игры в кино». Кинокритик Роджер Эберт выразил мнение, что «никакая другая игра не оказала большее влияние на стиль актёрской игры в современном кинематографе, чем работа Брандо в роли Стенли Ковальски, грубого, дурно пахнущего, сексуально заряженного героя Теннесси Уильямса». Критик также отмечает, что «помимо ошеломляющей мощи исполнения Брандо, фильм стал и одним из величайших ансамблевых произведений в кино». По словам Джеймса Стеффена, «сегодня фильм считается знаковым для кинематографа с точки зрения ансамблевой игры, постановки Казана и впечатляющей работы художника-постановщика».
The Hollywood Reporter предположил, что «Трамвай „Желание“» и «Место под солнцем» (1951) «пойдут ноздря в ноздрю (в гонке за наградами)… из-за пессимистичности историй и потому что обе истории сделаны настолько реалистично». В итоге «Трамвай „Желание“» получил двенадцать номинаций на «Оскар» («Место под солнцем» — девять). Вивьен Ли получила «Оскар» как лучшая актриса, а Ким Хантер и Карл Молден — как лучшие актёры второго плана. Это был первый случай, когда фильм завоевал три «Оскара» за актёрскую игру. Фильм также получил «Оскары» за художественную постановку и за декорации. Марлон Брандо был удостоен лишь номинации, проиграв Хамфри Богарту. «Трамвай „Желание“» был номинирован на «Оскар» как лучший фильм, но проиграл «Американцу в Париже» (1951). Казан получил номинацию как лучший режиссёр, кроме того, были ещё номинации за лучшую музыку, лучший сценарий, лучшую операторскую работу, лучшую запись звука и лучший дизайн костюмов. Богарт не ожидал, что получит «Оскар», так как считал, как и многие другие в Голливуде, что награду отдадут Брандо. Люди из компании Metro-Goldwyn-Mayer также были удивлены, что их фильм «Американец в Париже» обошёл двух фаворитов и получил «Оскар». После оглашения результатов студия опубликовала в профессиональной прессе рекламный блок, в котором символ студии Лев выглядел слегка смущённым и застигнутым врасплох, говоря: «Честное слово, я просто стоял „под солнцем“ в ожидании „трамвая“». Казан также завоевал на Венецианском фестивале специальный приз жюри и номинацию на «Золотого льва», получил премию Общества кинокритиков Нью-Йорка, а также номинацию на премию Гильдии режиссёров Америки за лучшую режиссуру — Художественный фильм.
Следующей картиной Казана стала историческая драма по сценарию Джона Сейнбека «Вива, Сапата!» (1952), которую он поставил на Twentieth Century-Fox под руководством продюсера Дэррила Занука. Фильм рассказывает о жизни и деятельности одного из лидеров Мексиканской революции 1910—1917 годов Эмилиано Сапаты. Действие картины начинается в 1909 году, когда делегация индейцев из штата Морелос, в состав которой входит и Сапата (Марлон Брандо), прибывает в Мехико для встречи с президентом страны Порфирио Диасом. На требование вернуть отобранную у них землю президент отвечает отказом. По возвращении домой крестьяне пытаются вернуть контроль над землёй, что приводит к столкновению с правительственными войсками. Сапату как руководителя крестьянского сопротивления объявляют в розыск, и он вынужден скрываться в горах, где объединяет силы со своим братом Эуфемио (Энтони Куин). Вскоре Сапата, авторитет которого среди крестьян растёт, выступает совместно с влиятельным оппозиционным политическим лидером Франсиско Мадеро, который называет Сапату своим генералом на юге, а Панчо Вилья — своим генералом на севере. После свержения Диаса власть в стране переходит к Мадеро. Сапата приходит в ярость, когда Мадеро хочет расплатиться с ним за поддержку богатым имением, при этом откладывая вопрос о восстановлении прав индейцев на землю. Один из высокопоставленных генералов Уэрта убеждает Мадеро убить Сапату, который слишком силён и влиятелен. Когда Уэрта совершает на Сапату неудачное покушение, тот снова берётся за оружие, вступая в борьбу с генералом. Уэрта арестовывает, а затем и убивает Мадеру, принимая на себя бразды правления в стране. После разгрома Уэрты Вилья и Сапата встречаются с другими революционными лидерами в Мехико, принимая решение назначить Сапату новым президентом. Узнав от крестьян о том, что Эуфемио превратился в деспота, незаконно отбирающего землю и жён, Сапата уходит в отставку и возвращается домой, чтобы разобраться с Эуфемио. Того вскоре убивает муж одной из соблазнённых им женщин. Устав от политики, Сапата возвращается к своей армии, однако новый президент Карранса, который в видит в Сапате серьёзную угрозу, решает уничтожить его. Сапату заманивают в ловушку и убивают, выставляя его изуродованное тело в ближайшей деревне. Однако люди отказываются поверить в гибель вождя и продолжают надеяться на его возвращение.

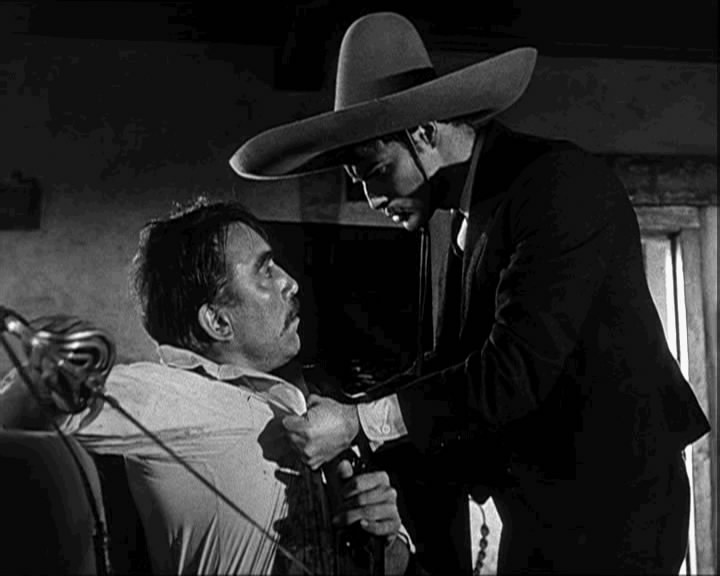
Марлон Брандо и Энтони Куин в фильме «Вива, Сапата!» (1952)

Как отмечает киновед Дэвид Стеррик, хотя Казан утверждал, что идея снять фильм о Сапате пришла ему во время обычного разговора со Стейнбеком, на самом деле тот ещё в конце 1940-х годов начал работать над этой темой для мексиканского фильма, который однако так и не был запущен в производство. За фильм о Сапате решила взяться студия Twentieth Century Fox с Дэрриллом Зануком в качестве продюсера, который собрал первоклассную команду создателей, включавшую Казана, актёров Марлона Брандо и Энтони Куина, а также «литературную суперзвезду» Джона Стейнбека.
По словам Стеррита, студия опасалась проблем с Администрацией производственного кодекса, которая не рекомендовала производство фильмов о революционных деятелях, особенно, Мексики, так как это может вызвать взрывы гнева в случае, если исторические события будут изложены неверно. Как отмечает Томсон, «это был своего рода голливудский радикализм — бунтарь является романтическим героем, а его оппоненты — бесчестные люди». К тому же атмосфера в Голливуде в тот период была «щекотливой из-за начавшейся антикоммунистической охоты на ведьм», и потому было достаточно рискованно браться за съёмки фильма о «популярном бунтаре как об отважном герое». Хотя студия получила согласие Администрации производственного кодекса, однако с правительством Мексики возникли проблемы. В конце концов, студии пришлось пойти на то, чтобы снять несколько сцен в различных версиях: одну — для Мексики, и другую — для остального мира. В частности, из мексиканской версии были удалены сцены, где Сапата лично казнит одного из своих старых товарищей и где его невеста садится на корточки как крестьянка, чтобы постирать бельё, а также сцены, в которых показано, что Сапата не умел читать и писать.
По словам Казана, больше всего его привлекло в этой истории то, что Сапата получил огромную власть, а потом ушёл от неё, когда почувствовал, что она его развращает. Как говорил Казан, они со Стейнбеком как бывшие коммунисты хотели использовать жизнь Сапаты, чтобы «показать метафорически, что произошло с коммунистами в Советском Союзе — как их вожди стали реакционными и репрессивными, вместо того, чтобы стать передовыми и прогрессивными». Ради большей аутентичности Казан стремился к тому, чтобы в картине не было «знакомых лиц», и даже Брандо на тот момент снялся только в одной вышедшей на экраны картине «Мужчины» (1950) Фреда Циннемана, а Куин его привлёк тем, что был мексиканцем, отец которого участвовал в революции. Съёмки фильма проходили в США у самой границы с Мексикой, и Казан стремился придать фильму максимально аутентичный вид, часто опираясь на изображения с известных документальных фотографий периода революции. Однако, как позднее говорил Брандо, Казан не заставлял актёров говорить с мексиканским акцентом, и все говорили на «стандартном английском, что было неестественно».
Казан говорил, что был доволен скоростью и энергией картины: «Стейнбек считал, что нам следует ввести больше повествовательных моментов, но мне это не нравилось. Достоинство картины в том, что я изложил очень многое очень стремительными, колоритными мазками». Как написал в «Нью-Йорк таймс» Босли Краузер, студия Twentieth Century-Fox создала «очень сильное воспоминание о Сапате» и «самый живой водоворот волнений за долгое время», где «мексиканский лидер повстанцев в исполнении Марлона Брандо вспоминается как человек дикой страсти, который предан бедным и угнетенным». По мнению Краузера, есть конечно, вопросы относительно того, «был ли Сапата столь бескорыстной душой, преданной своему дому, как это представлено в фильме. Но это безусловно его страстный портрет, который пульсирует редкой живостью, а также мастерская картина нации в революционных муках, которую создал режиссёр Элиа Казан». Как замечает критик, «Казан красноречив при работе с камерой, и все его отдельные кадры, а также их последовательности, описывающие жестокую резню голодных крестьян на спелых кукурузных полях, засады, мятежные бои, убийства и даже толпу людей на пыльных улицах, полны особой стилистики и смысла». Современный критик Дэвид Томсон заключил, что «фильм получился. Брандо был полностью захвачен работой, и в картине было ощущение жары и пыли, страсти и мифа, то, к чему Казан так стремился». По словам Стеррита, «фильм остаётся одной из самых популярных и уважаемых исторических драм до сегодняшнего дня».
Фильм был номинирован на пять «Оскаров», завоевав один — его получил Энтони Куин как лучший актёр второго плана. Номинаций удостоились также Джон Стейнбек как лучший сценарист и Марлон Брандо как лучший актёр в главной роли. Казан был номинирован на Гран-при Каннского кинофестиваля, а также на премию Гильдии режиссёров Америки.

### Сотрудничество с Комиссией по расследованию антиамериканской деятельности
Как пишет Ротштейн, в 1930-е годы в театре The Group Theater существовала тайная коммунистическая ячейка, в которой Казан состоял почти два года. Когда от Компартии США поступило указание взять весь театр под свой контроль, Казан отказался в этом участвовать. На специальном собрании его осудили как «бригадира», выслуживающегося перед начальством, и потребовали покаяться и подчиниться партийной власти. Вместо этого Казан вышел из партии. Позднее он писал, что этот опыт научил его «всему, что ему надо было знать о том, как работает Коммунистическая партия США».
С 1947 года начала свою деятельность Комиссия Конгресса США по расследованию антиамериканской деятельности, для «которой Казан являлся вполне очевидной мишенью». Когда в начале 1952 года его в первый раз вызвали на заседание Комиссии в качестве свидетеля, Казан отказался называть имена известных ему деятелей кино, которые состояли в компартии. Однако голливудские магнаты убедили его, что если он не хочет разрушить свою карьеру, то должен изменить свою позицию. После этого Казан вернулся и добровольно назвал имена людей, которые состояли в партии. Казан сообщил Комиссии, что он вступил в ячейку Коммунистической партии, составленную из членов Group Theatre, летом 1934 года и покинул её 18 месяцев спустя, разочарованный тем, что «ему говорят, как думать, говорить и поступать». Драматург Клиффорд Одетс, актриса Фиби Брэнд и Пола Страсберг, актриса и жена Ли Страсберга, были среди тех восьми человек, которых Казан назвал в качестве коммунистов. Казан оправдывался тем, что все названные им имена уже были известны Комиссии, однако по некоторым оценкам, как минимум половина известна не была. Желая оправдать себя, Казан написал подробную статью, которую за свой счёт опубликовал в «Нью-Йорк таймс». В этой статье он выражал сожаление по поводу своего 19-месячного членства в Компартии в начале 1930-х годов, и призывал других последовать его примеру и назвать имена. (В своей автобиографии Казан утверждал, что на самом деле статью написала его первая жена). Знающих людей особенно шокировал тот факт, что Казан назвал имена Фиби Брэнд и Тони Крейбера как коммунистов, хотя именно он и уговорил их вступить в партию. Когда в 1955 году на заседании Комиссии Крейбера спросили об отношениях с Казаном, тот ответил: «Вы говорите о Казане, который подписал контракт на 500 тысяч долларов на следующий день после того, как назвал Комиссии имена?».
В последующие годы Казан неоднократно пытался публично объяснить и оправдать свой поступок. В своих воспоминаниях Казан писал, что советовался с Артуром Миллером о том, как поступить. Как вспоминал Казан, «я сказал, что я ненавидел коммунистов многие годы и я не считал правильным отказываться от своей карьеры ради их защиты. Разве я жертвовал ради чего-то, во что я верил?». Его решение, по словам Ротшьейна, «стоило ему многих друзей».
Впоследствии Казан приводил также следующее объяснение: «Вы можете ненавидеть коммунистов, но вы не должны нападать на них или выдавать их, потому что, если вы так поступаете, вы нападаете на право придерживаться непопулярной точки зрения. У меня есть достаточные основания полагать, что партию надо вытащить из многочисленных мест, где она прячется, на свет для того, чтобы разобраться с тем, что она собой представляет. Но я бы никогда не сказал ничего подобного, потому что это сочли бы „травлей красных“». В другой раз Казан сказал, что «друзья спрашивали меня, почему я не выбрал достойную альтернативу — рассказал бы всё о себе, но не называл бы остальных в группе. Но это было бы не то, чего я хотел. Наверное, бывшие коммунисты особенно непримиримы по отношению к партии. Я верил, что эта Комиссия, которую все вокруг проклинали — и у меня против них было многое — имела правильную цель. Я хотел вскрыть тайное». Он также говорил, что это была «ужасающая, аморальная вещь, но я сделал её из своих собственных убеждений» и далее: «То, что я сделал, было верным. Но было ли это правильным?». По информации телекомпании CBS, хотя Казан был далеко не единственным, кто сообщил Комиссии имена, многие представители творческих кругов отказывались сделать это, за что на многие годы были внесены в чёрные списки и не могли получить работу. Решение Казана сделало его мишенью острой и постоянной критики на протяжении всей его жизни". Многие годы спустя Казан говорил, что он не чувствовал вины за то, что некоторые рассматривали как предательство: «Существует нормальная печаль, когда делаешь людям больно, но я лучше причиню им немного боли, чем причиню себе много боли».
Как отмечает Томсон, после выступления Казана наступил «момент размежевания — многие люди, больше никогда не разговаривали с Казаном — видя его набирающую обороты карьеру, они думали о тех других, кто был уничтожен. Они видели грязь в его самооправданиях и предсказывали ему моральную катастрофу». Его дружба с Миллером так и не стала прежней. Позднее Миллер написал в своём дневнике о той стороне своего друга, которую он не видел ранее: «Он бы пожертвовал и мной». По мнению Томсона, Казана преследовало его решение и десятилетия спустя. С другой стороны, отчасти он «наслаждался одиночеством, которое он себе обеспечил, и черпал силы в мелодраме взаимных обвинений. И всё же он ранил себя, прямо как трагический герой». Однако положительным моментом было то, что вся эта история «сделала его безусловно более глубоким как художника и как кинематографиста. Каким-то образом раскол привёл его к тому, чтобы заглянуть глубже в человеческую природу».
В 1954 году вышел фильм Казана «В порту», которые «многие рассматривали как оправдание Казаном своего решения сотрудничать с охотниками на красных из Конгресса». Герой фильма, которого сыграл Брандо, разрывает заговор молчания о ситуации в доках и отважно указывает на погрязшего в коррупции и убийствах профсоюзного босса на слушаниях, транслируемых по телевидению. Драматург и кинокритик Мюррей Хорвитц даже назвал фильм «данью уважения стукачу». По словам Казана, огромный успех «В порту» положил конец его страхам, что его карьера находится под угрозой: «Неожиданно никого больше не интересовали мои политические взгляды, или то, что я был спорным или сложным. После „В порту“ я мог делать всё, что хотел. Таков Голливуд».
В очередной раз вопрос о поступке Казана привлёк широкое общественное внимание в январе 1999 года, когда Академия кинематографических искусств и наук объявила о том, что 89-летний Казан получит почётный «Оскар». По словам Дика Восбурга, «это была награда за достижения на протяжении жизни — и всё же его жизнь была навсегда запятнана, когда 10 апреля 1952 года он по собственной воле указал Комиссии Конгресса как коммунистов одиннадцать старых друзей и коллег». Сорок семь лет спустя после объявления решения Академии поднялся шквал протестов. Род Стайгер был против награды, даже несмотря на то, что получил номинацию на «Оскар» за роль в фильме Казана «В порту». Кинорежиссёр Жюль Дассен, попавший в чёрные списки в 1950-е годы, опубликовал оплаченную статью в The Hollywood Reporter, заявив о своём несогласии с решением Академии. Виктор Наваски, редактор The Nation, который также был не согласен, предложил: «Дайте Казану „Оскар“, но на его обратной стороне нанесите имена людей, которых он назвал». С другой стороны Ким Хантер однажды сказала: «Я просто не могла поверить в это, когда услышала, что Гэдж примкнул к охотникам за ведьмами. Он был топовым режиссёром на Бродвее, где нет чёрных списков — он мог бы просто остаться в Нью-Йорке, дождавшись завершения господства террора. Это не имело смысла!». Хотя Хантер сама на протяжении 16 лет входила в чёрные списки, она тем не менее считала, что «Оскар» был бы справедливой наградой Казану. По её словам, «Гэдж заслужил „Оскар“, несмотря на свои показания. Каждый делал то, что должен был делать в этот безумный, злой и несчастный период».

### Кинематографическая карьера в 1953—1962 годы
Как написал Дэвид Томсон, фильмы Казана после дачи им свидетельских показания «выглядели так, как будто бы были сделаны новым человеком». В своей автобиографии Казан утверждал: «Единственные по-настоящему хорошие и оригинальные фильмы, которые я сделал, были после моих свидетельских показаний». Вместе с тем, по словам Дика Восберга, «вряд ли это можно сказать об антикоммунистическом фильме „Человек на канате“ (1953)». Действие этой картины происходит в 1952 году в Чехословакии. Известный клоун Карел Черник (Фредерик Марч) управляет семейным Цирком Черника, который коммунистическое правительство сделало государственным. Это приводит к постоянным кадровым, организационным и хозяйственным проблемам, не позволяющим Чернику поддерживать работу цирка на должном уровне. Кроме того, в его работу постоянно вмешиваются тайная полиция и министерство пропаганды, которое настаивает на том, чтобы он включил в программу антизападные темы. Карела также преследуют проблемы и на личном фронте — он не одобряет отношения своей дочери (Терри Мур) с новым артистом, которого считает подозрительной личностью, и сталкивается с неуважительным отношением со стороны своей второй жены (Глория Грэм). Во время выступлений около границы с Баварией Карел решает перейти границу и бежать вместе с цирком на Запад. Когда Карел приступает к осуществлению своего плана, один из его ближайших помощников, который как выясняется, стал тайным правительственным агентом, сначала протестует, а затем и смертельно ранит Карела. Тем не менее, с помощью цирковых хитростей труппе удаётся пересечь границу. Потеряв ещё двух товарищей, цирк оказывается в Баварии. Поступок Карела возвращает уважение к нему его вдовы. Согласно предсмертному желанию Карела она даёт труппе указание начать выступление перед собравшимися на площади людьми.
В основу сценария картины положена повесть Нила Питерсона 1952 года, которая основывалась на реальной истории Цирка Брамбаха в Восточной Германии в 1950 году. Как отмечает историк кино Джилл Блейк, «Казан взялся за постановку этого фильма на студии Twentieth Century Fox в попытке восстановить свою пошатнувшуюся репутацию после раскрытия его связи с коммунистами и последующей дачей им свидетельских показаний Комиссии по расследованию антиамериканской деятельности, где он назвал имена членов компартии и других своих коллег с левыми взглядами в Голливуде». Как написал в своей автобиографии Казан, после того, как он увидел выступление Цирка Брамбаха, то понял, что должен сделать фильм «Человек на канате», чтобы доказать, что он не боится критиковать Коммунистическую партию, членом которой он когда-то недолго состоял.
В работе над фильмом был задействован весь состав Цирк Брамбаха, артисты которого исполнили все номера. Сами съёмки проходили на натуре в Баварии, а продакшн осуществлялся в Мюнхене. Производственная группа Казана практически полностью состояла из немцев, и это был первый фильм крупной американской компании с полностью немецкой командой. Фильм получил благоприятные отзывы критики. В частности, кинокритик Энтони Вайлер в «Нью-Йорк таймс» дал картине позитивный отзыв, назвав её «не только захватывающей мелодрамой, но и яркой критикой ограничений в образе жизни в наши трудные времена».. Однако фильм не имел успеха в прокате, принеся студии убыток. В своей автобиографии Казан утверждал, что руководство студии существенно порезало его режиссёрскую версию, превратив фильм в обычную мыльную мелодраму. Казан был разъярён и расстроен приёмом фильма и утверждал, что фильм ещё более испортил его репутации среди тех, кто считал его предателем из-за дачи показаний. Однако, по словам Блейк, очень быстро Казан вновь доказал, что является режиссёром высшего уровня с картинами «В порту» и «К востоку от рая». За эту картину Казан был удостоен специального приза Сената Берлина на Берлинском кинофестивале. Современные киноведа отностяся к картине достаточно критично. Деннис Шварц, в частности, назвал её «невыразительной, хотя и правдоподобной», отметив, что, «вероятно, это самый слабый фильм Казана». Сегодня, по словам Томсона, фильм «мало известен».

В 1954 году, как пишет Восберг, Казан совместно со сценаристом Баддом Шульбергом (назвавшим Комиссии по расследованию антиамериканской деятельности имена 15 человек) создал «великолепный фильм» «В порту» (1954), который «смог сделать героя из информатора». 

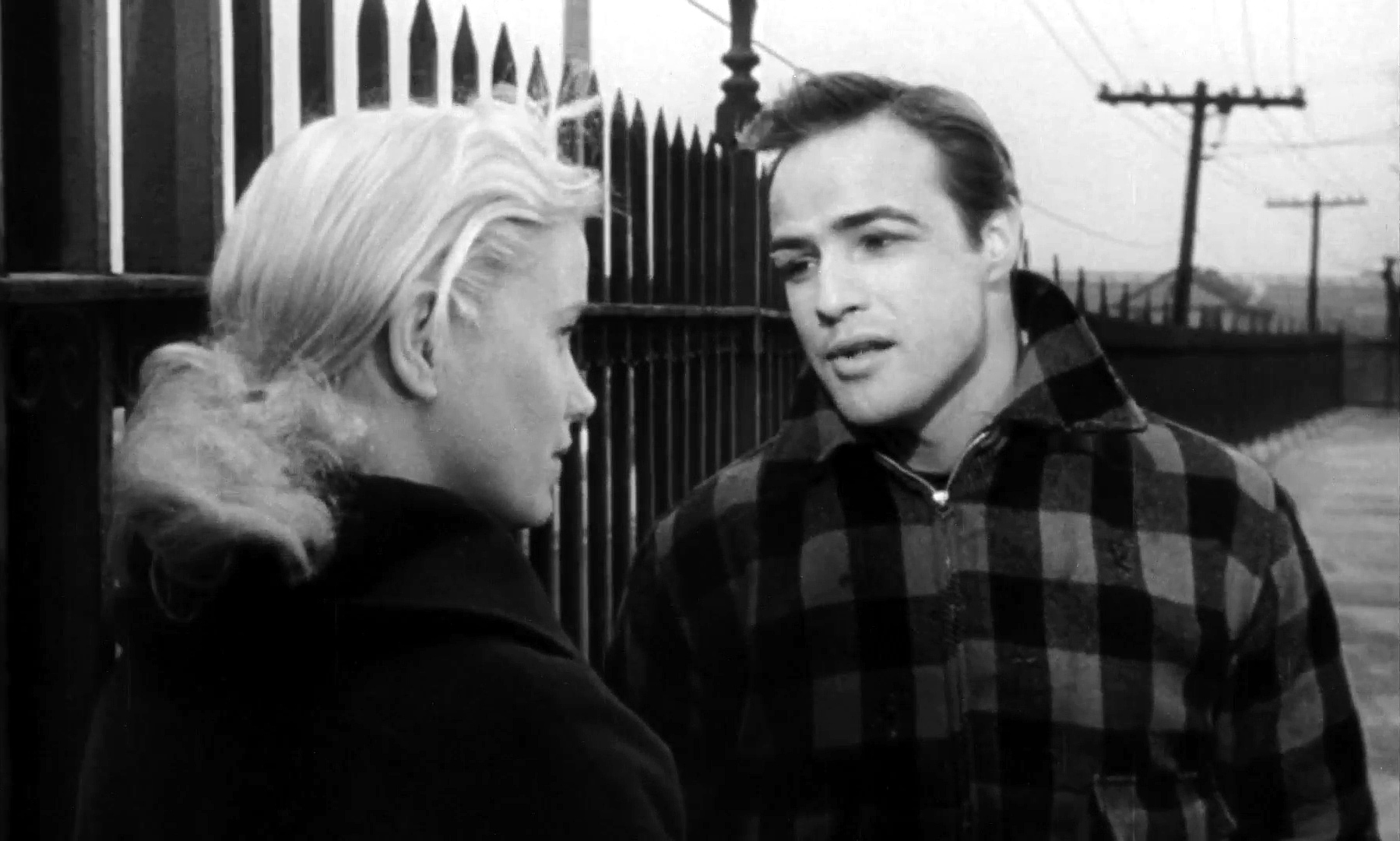
Марлон Брандо и Ева Мари Сэйнт в фильме «В порту» (1954)

 Фильм рассказывает историю бывшего боксёра, ставшего портовым рабочим, Терри Маллоя (Марлон Брандо), который, выполняя просьбу мафиозного профсоюзного босса Джонни Френдли (Ли Джей Кобб), невольно оказывается втянутым в убийство своего друга и коллеги Джои Дойла, который угрожал донести на Френдли в Комиссию по преступности штата Нью-Йорк. Эди, сестра убитого (Ева Мари Сэйнт), обвиняет приходского священника отца Барри (Карл Молден) в том, что тот не помогает людям вырваться из лап мафии. Обеспокоенный словами Эди, Терри приходит к своему старшему брату Чарли (Род Стайгер), который работает у Френдли юристом и бухгалтером. На встрече Френдли уверяет Терри, что смерть Джои была необходима, чтобы сохранить власть в порту, а затем приказывает управляющему доком на следующий день поставить Терри на самую лучшую работу. Утром в доке к Терри подходит представитель Комиссии по преступности Эдди Гловер, однако Терри отказывается обсуждать дело Джои. Тем временем отец Барри приглашает докеров на встречу в церкви, где призывает положить конец бандитскому контролю над портом, однако докеры опасаются поддержать священника из страха перед Френдли. В конце концов, люди Френдли срывают собрание, швыряя камни в окна церкви. После собрания Терри и Эди заметно сближаются. Гловер передаёт Терри вызов на слушания в Комиссии по преступности. Когда Терри просит Эди не спрашивать его, кто убил Джои,, она обвиняет Терри в том, что он все ещё работает на мафию. После того, как один из рабочих даёт показания Комиссии, люди Френдли подъёмным краном убивают его прямо в порту на глазах у других рабочих. После этого возмущенный отец Барри снова выступает перед докерами. Когда люди Френдли начинают провокации против отца Барри, Терри расправляется с одним из них, вызывая недовольство Френдли и Чарли. Терри просит у отца Барри совета, так как не хочет давать показания, чтобы не идти против брата Чарли. Отец Барри призывает Терри следовать своей совести и быть честным с Эди. Терри рассказывает Эди о своей роли в убийстве Джои, после чего она убегает. Гловер находит Терри, предлагая ему дать показания. Узнав об этом, Френдли приказывает Чарли разобраться с братом. Когда Чарли во время разговора с Терри угрожает ему пистолетом, Терри упрекает старшего брата в том, что тот втягивает его в мафию. Чарли меняет свою позицию, и, отдав Терри пистолет, обещает остановить Френдли. Терри примиряется с Эди, после чего на улице их пытается сбить грузовик. Рядом на заборе они видят повешенное на крюке для мясных туш тело Чарли. Терри клянется отомстить Френдли за брата, однако отец Барри убеждает его, что лучше уничтожить Френдли через суд, и Терри выбрасывает пистолет. На следующий день на слушаниях Терри даёт свидетельские показания о причастности Френдли к смерти Джои, возмущая бандита, который кричит, что Терри больше не будет работать в порту. Дома Терри сталкивается с враждебностью со стороны соседей, после чего Эди советует ему уехать, однако он решает остаться. На следующее утро в порту все получают работу, кроме Терри. Тем временем Френдли, которому скоро будет предъявлено обвинение, клянется жестоко отомстить Терри. Терри вызывает Френдли на разговор, заявляя, что горд своим поступком. Начинается жестокая драка, в ходе который люди Френдли едва не забивают Терри до смерти. Появляется отец Барри в сопровождении Эди. Увидев их, грузчики отказываются подчиняться приказу Френдли и сталкивают его в воду. Отец Барри помогает избитому Терри подняться, после чего уже он ведёт докеров за собой на работу.
Как написал историк кино Гленн Эриксон, «фильм является для Америки знаковым» и «исключительным по всем статьям». Его отличают «жёсткая и бескомпромиссная операторская работа в холодных нью-йоркских доках, которая привнесла на американские экраны суровый реализм, не виданный ранее в снятых на натуре нуарах… Фильм является мастерской комбинацией театральности и пост-нуарового документализма. Он создаёт полностью убедительную среду Нью-Йорка. Мы чувствуем холод реалистичных дневных уличных съёмок, а жестокие ночные погони используют экспрессионистскую технику нуара». Кроме того, «как практически во всех картинах Казана, актёрская игра, постановка и сценарий находятся на очень высоком уровне». И, наконец, «это один из лучших фильмов Марлона Брандо». При этом, как отмечает Эриксон, «внешне фильм похож на аналогичные разоблачительные триллеры о гангстерах, в которых в драматической форме были представлены известные по всей стране расследования преступности». При этом «Казан никогда не использовал такой тяжеловесный подход к истории, ни до, ни после этого фильма. Сага о Терри Мэллое выглядит как сбивчивый художественный ответ ожесточенным критикам Казана. И хотя фильм часто поднимается до уровня высокой драмы, в моральном плане он не более изощрён, чем средний вестерн студии Republic».
Как далее пишет Эриксон, «это спорный фильм, обречённый на то, чтобы порождать дискуссии по поводу своей политической позиции. Его прославленный режиссёр позднее будет часто утверждать, что история об информаторе против мафии была выражением его собственного опыта сотрудничества с Комиссией по антиамериканской деятельности в годы голливудской охоты на коммунистов». Однако, по мнению критика, «привлекательность фильма омрачена политическим аспектом. Некоторые поклонники и апологеты Казана называют его аутсайдером, одиночкой, который вынужден был идти своим путём. И фильм как будто создан, чтобы окружить его действия ореолом романтики. Но была ли эта продолжительная аллегория необходима?» Как полагает Эриксон, на самом деле «Казан оказался тем амбициозным карьеристом, который рассматривает профессиональный мир как неумолимое поле боя жёстких победителей и мягких лузеров». Как далее указывает Эриксон, «в этом фильме Казан идентифицирует себя с благородным стукачом, однако дело Терри Маллоя об оправданном доносительстве не имеет ничего общего с ситуацией Казана в Комиссии. Терри доносит на коррумпированных гангстеров и убийц, которые эксплуатируют таких рабочих, как он сам. Он выбирает сторону рабочих и защищает их интересы. В отличие от него, Казан доносит на своих коллег, сценаристов и других кинематографистов, которые не имели возможности защищаться, когда коллеги бросали их на растерзание волкам». Как отметил Томсон, «враги Казана ненавидели фильм, потому что он был оправданием доносительству. Они также рассматривали псевдополитику самой истории, а также его антипрофсоюзную позицию как подтверждение того факта, что режиссёр окончательно продался». И всё же, по словам критика, «это выдающаяся мелодрама, близкая лучшим работам Джеймса Кэгни своего времени, в которой много актёрской игры такого уровня, что её учили наизусть последующие поколения». По словам Томсона, вероятно, «только раненый человек мог сделать такую картину, или тот, что чувствовал свою рану острее, чем другие. Возможно, это и значит быть художником». Дэнни Пири в Guide for the Film Fanatic написал, что фильм «критиковался по нескольким фронтам: теми, кто был разозлён его утверждением, что в 1954 году профсоюз докеров был коррумпированным (как даётся понять в статьях Малколма Джонсона, которые послужили источником для фильма), теми, кто считает его антипрофсоюзным, и теми, кто был раздражён тем, как Казан и Шульберг (оба информаторы Комиссии по расследованию антиамериканской деятельности) манипулировали зрителями, чтобы заставить их восхищаться теми, кто доносит полиции и правительству». Писатель и киновед Роберт Склар написал: «Критики продолжают спорить о том, несёт ли фильм демократические ценности или предлагает образ докеров как пассивных последователей того, кто их ведёт — будь то тиранический босс или информатор. Истинно ли это разоблачение, раз оставляет реальных держателей коррумпированной власти нетронутыми? Или это всего лишь памятник художественным устремлениям и политическим компромиссам своего времени».
После выхода картины The Hollywood Reporter заключил, что «после столь многочисленных костюмированных драм, именно это вероятно требуется кассе, так как фильм настолько резкий и захватывающий, что сравнить его можно разве что с „Маленьким Цезарем“ (1931) и „Врагом общества“ (1931)». The New Yorker назвал её «шокирующей работой того типа, который мы получали, когда студия Warner Brothers снимала фильмы об Аль Капоне и его сообщниках». По мнению рецензента журнала Life, это «самый жестокий фильм года, который также содержит самые нежные любовные сцены. И всё это благодаря Брандо». Кинокритик Энтони Вейлер из «Нью-Йорк таймс» написал: «Небольшая, но очевидно преданная своему делу группа реалистов превратила искусство, гнев и некоторые ужасные истины в этот фильм, самое жестокое и незабываемое свидетельство на плёнке бесчеловечного отношения человека к человеку, которое только выходило в этом году. И хотя это мощное обвинение стервятников в доках предлагает порой лишь поверхностную драму и чрезмерное психологическое упрощение, тем не менее, это необычайно мощное, захватывающее и творческое использование экрана одаренными профессионалами». Критик далее замечает, что «хотя Казан и Шульберг копали не так глубоко, как могли бы, они избрали подходящий и очень сильный актерский состав и декорации для своего мрачного приключения». Фильм обличает многие пороки мафиозной деятельности в порту, которые уже были известны по печатной прессе. Журналистика уже рассказывала многое «более содержательно и многомерно, однако постановка Казана, его выдающийся актёрский состав, содержательный и энергичный актёрский текст Шульберга придали картине её отличительную силу и потрясающее воздействие». Позднее TV Guide назвал фильм «опустошающим опытом от начала до конца, безжалостным в своем изображении бесчеловечности. Он ещё более мрачен и жесток из-за поразительного, неодокументального подхода оператора Кауфмана». По словам журнала, «это был спорный для своего времени фильм из-за насилия, грубости языка и отважного представления профсоюзов в негативном свете. Фильм добился поразительного кассового успеха, сравнимого с признанием критики. Он собрал 9.5 миллионов долларов при инвестициях в 900 тысяч»
Фильм получил номинации на «Оскар» во всех актёрских категориях. Это первый фильм, три актёра которого представлены в одной номинации — лучший актёр второго плана — Карл Молден, Род Стайгер и Ли Джей Кобб. Фильм завоевал «Оскары» в категориях «Лучший фильм», «Лучший актёр» (Брандо), «Лучшая актриса второго плана» (Сэйнт), «Лучший режиссёр» (Казан), «Лучший сценарий» (Шульберг), «Лучшая операторская работа» (Кауфман), «Лучшая художественная постановка» и «Лучший монтаж». Фильм также получил награды Общества кинокритиков Нью-Йорка, Национального совета критиков и четыре «Золотых глобуса», в том числе Казану. Фильм также получил Золотой кубок на Венецианском кинофестивале.

Следующий фильм Казана «К востоку от рая» (1955) по «переложенной Джоном Стейнбеком истории Каина и Авеля» принёс экранный звёздный статус Джеймсу Дину, который стал «ещё одним великим актёром, которого нашёл и воспитал Казан». 

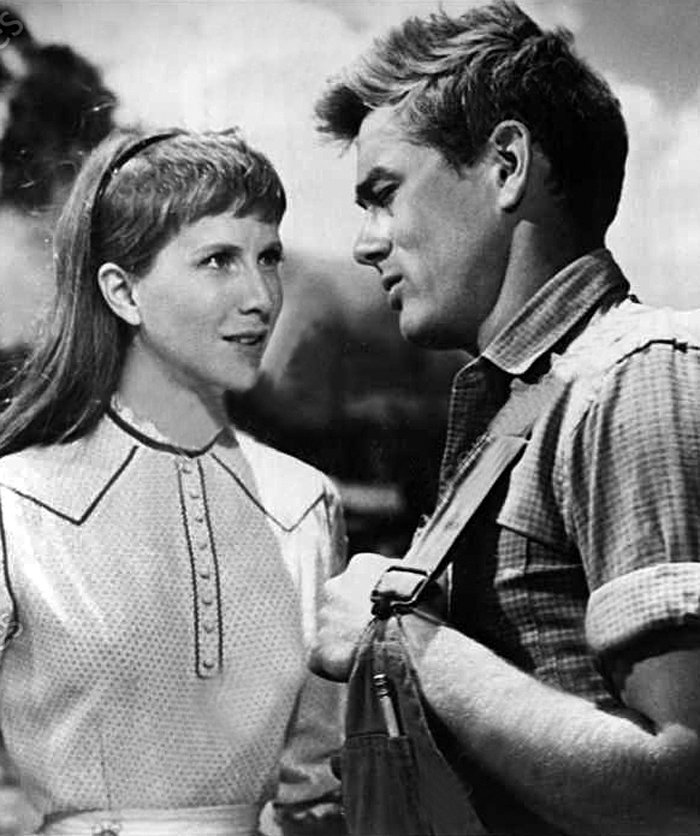
Джеймс Дин и Джули Харрис в фильме «К востоку от рая» (1955)

 Действие фильма происходит в 1917 году в городе Салинас, штат Калифорния. Владелец ранчо Адам Траск (Рэймонд Мэсси) переезжает в город со своими сыновьями-близнецами, проблемным Калебом (Джеймс Дин) и правильным Ароном (Ричард Давалос), которых он назвал в честь библейских персонажей. Несмотря на взаимную любовь, братья очень разные — Арон, как и отец, очень набожен и организован, а Кэл мечется и ищет себя в жизни, что вызывает неодобрение отца. По слов отца сыновья полагают, что их мать умерла вскоре после родов, а сам Адам думает, что она сбежала на Восток. Случайно узнав, что мать Кейт (Джо Ван Флит) жива и управляет борделем в соседнем Монтерее, Кэл страдает от мыслей, что он такой же «плохой», как она. Проект Адама по доставке свежих овощей на Восточное побережье терпит крах, и он теряет почти всё своё состояние. Чтобы выручить отца, Кэл вместе со своим старым другом Уиллом Гамильтоном (Альберт Деккер) начинает выращивать и продавать бобы, что приносит немалую прибыль. С началом войны Адам из-за нехватки денег решает вернуться на своё ранчо, однако Кэл, сохраняя в тайне свое предприятие по производству бобов, просит отца не волноваться. На карнавале Кэл защищает Абру (Джули Харрис), подругу Арона, от приставаний одного из солдат. В ожидании Арона, они проводят время вместе, и в ходе катания на колесе обозрения спонтанно целуются. Тем временем Арон становится на защиту немецкого торговца, на которого нападает толпа лже-патриотов, и Кэл помогает брату, пока шериф Сэм не прекращает драку. Когда появляется Абра в пальто Кэла, Арон из ревности обвиняет Кэла в том, что тот начал драку, после чего Кэл несколько раз бьет брата кулаком. На день рождения Адама Кэл дарит отцу деньги, которые он заработал на продаже бобов, однако тот отказывается принять их, так как не хочет получать прибыль от войны. Неожиданно для всех Арон объявляет, что они с Аброй помолвлены. Подавленный Кэл кричит от боли и уходит, а Абра пытается его утешить. Арон, обвинив брата в «подлости и жестокости», требует, чтобы тот никогда больше не прикасаться к ней. Кэл убеждает своего брата поехать вместе с ним в Монтерей, чтобы познакомиться с Кейт. Узнав, что его мать, которую он боготворил, является проституткой, потрясённый Арон уходит. По возвращении домой Кэл решает начать на заработанные деньги собственный бизнес и жить независимо от отца. Когда Адам спрашивает об Ароне, Кэл отвечает: «Я не сторож своему брату». Обвинив отца в том, что тот не любит его, потому что он напоминает ему Кейт, Кэл признается, что всю свою жизнь ревновал к Арону. Он заявляет отцу, что больше не хочет его любви, а Абре говорит, что не хочет «больше никакой любви», потому что она «не окупается». Сэм сообщает семье, что Арон ввязался в пьяную драку, после чего решил записаться в солдаты. Адам, Кэл и Абра идут на станцию, чтобы проводить пьяного Арона, с которым даже не удаётся поговорить. После отхода поезда Адам теряет сознание и падает на руки Кэла. Доктор прописывает Адаму постельный режим и оставляет на попечение злобной медсестры. Сэм предлагает Кэлу покинуть город, после чего, тот, извинившись перед отцом, начинает собирать вещи. Абра признается Адаму, что на самом деле любит Кэла, после чего заявляет, что Кэл никогда не станет мужчиной без любви, в которой Адам ему отказал. Она умоляет Адама попросить у Кэла что-то в знак того, что он любит и нуждается в нём, пока не стало слишком поздно. Кэл, по настоянию Абры, возвращается в комнату своего отца и говорит ему, что он прислушался к его словам, что «у человека есть выбор, и выбор — это то, что делает человека». Тогда Адам умоляет Кэла уволить надоедливую медсестру, а затем шепчет: «Останься со мной и позаботься обо мне». Поцеловав Абру, Кэл придвигает свой стул к кровати отца.
Как написал историк кино Шон Эксмейкер, в 1954 году, «находясь на вершине успеха, Казан был волен выбирать любой материал, который хотел, и он остановил свой выбор на романе-бестселлере Джона Стейнбека „К востоку от рая“, выбрав для экранизации последнюю его часть, написанную по мотивам истории Каина и Авеля». Позднее в интервью Казан часто описывал фильм как автобиографический, как отражение его собственных неудовлетворительных отношений с отцом м младшим братом, которого, как он считал, отец всегда предпочитал: «Образ мальчика мне совершенно ясен. Я знал такого мальчика, это был я сам». Как далее пишет Эксмейкер, «несмотря на престиж Стейнбека и славу Казана самое большое внимание в фильме было приковано к открытию Казана, молодому нью-йоркскому актёру Джеймсу Дину, дебютировавшему в этой картине в главной роли. С подачи сценариста Пола Осборна Казан посмотрел игру Дина в небольшой роли на бродвейской сцене, после чего, хотя и не был вполне удовлетворён актёрскими качествами Дина, тем не менее, сразу же понял, что он будет играть Кэла, и Стейнбек согласился с ним». Казан, который был сторонником системы Станиславского, решил отказаться от привлечения голливудских звёзд ради молодых актёров из нью-йоркской Актёрской студии, пригласил на главные роли также Ричарда Давалоса и Джули Харрис. Актёр более традиционной школы Рэймонд Мэсси был взят на роль Адама, и различие двух школы игры подчёркивало, по мысли Казана, различие двух поколений. По словам Эксмейкера, во время съёмок Дин часто приходил неподготовленным, не знал слов или отступал от сценария, что приводило к необходимости делать много дополнительных дублей и его многочисленным стычкам с Мэсси. Однако, как позднее писал Казан, это только играло на пользу фильму: «Это был антагонизм, который я не пытался остановить, я подогревал его. Экран был жив именно тем, чем я хотел — они ненавидели друг друга».
Это был первый цветной фильм Казана и его первый фильм в формате CinemaScope, и он использовал эти качества картины превосходно. С помощью длинных планов он задаёт фильму более медленный ход предыдущей эпохи, затем привлекая внимание камеры к беспокойной и нервной спонтанности Дина, которая заметно выделяется на фоне спокойствия и сдержанности остальных актёров. Как писал Казан, «у него было значительно более экспрессивное и подвижное тело, чем у Брандо, и в нём было очень много напряжения. И я много использовал его живое тело в длительных эпизодах». Наружные съёмки проводились на широких просторах побережья Монтеррея, а задний план из массивных полей ограничивался горами в сценах в Салинасе. Яркие дневные экстерьеры золотых полей и голубого неба контрастировали с тёмными интерьерами и ночными сценами по мере того, как история становилась всё мрачнее и проблемнее.
Как отмечает Эксмейкер, «фильм имел грандиозный успех, и не только благодаря тому, что положил начало культу Джеймса Дина». После выхода картины Variety отметил «мощную мрачную драматургию романа Стейнбега», которую Казан «воплотил на экране». Назвав картину «сильной работой режиссёра, который имеет склонность к мощному и беспристрастному показу жизни», журнал далее отметил, что «Казану не делает честь, что от Джеймса Дина он, кажется, требует играть по лекалам Марлона Брандо, хотя актёр сам по себе настолько привлекателен, что ему удаётся достучаться до зрителя, несмотря на тяжёлый груз копирования чужого актёрского стиля, голоса и манер». Кинокритик Босли Краузер в «Нью-Йорк таймс» навысоко оценил фильм, написав, что «в одном отношении он превосходен. В том, как Казан использует простор и атмосферу Калифорнии, он не имеет себе равных. Некоторые интерьерные съёмки, особенно в последней сцене, также имеют атмосферу, волнуют зрителя своим сильным эмоциональным подтекстом». Однако складывается впечатление, что «режиссер больше работает со сценографией, чем с персонажами… Люди в этом фильме недостаточно хорошо готовы к тому, чтобы передать ощущение того страдания, через которое они проходят, и демонстрация ими мучений заметно стилизована и гротескна. Особенно это касается Джеймса Дина в роли растерянного и капризного Кэла.… В этом фильме есть энергия и напряжённость, но мало ясности и эмоций. Он похож на огромный зеленый айсберг — он огромный и внушительный, но очень холодный». В основном же оценки фильма были положительными. Так, журнал Library Journal назвал картину «одним из лучших фильмов этого или любого другого года, фильм, который даёт глубоко беспокойный внутренний взгляд на то, что психологи называют „чувством отверженности“». Уильям Зинссер в New York Herald Tribune написал, что «Казан делает так, что его персонажи раскрываются медленно, но когда они наконец врываются гневом или насилием, вы прекрасно понимаете, почему это происходит». В 1984 году известный кинокритик Полин Кэйл выразила мнение, что это «поразительно чувствительный и нервный, лихорадочно поэтичный фильм… В качестве романтического, отчужденного молодого героя Джеймс Дин демонстрирует всевозможную очаровательную неуклюжесть — он чувствителен, беззащитен, причиняет боль… Дин, кажется, зашел так далеко, как только возможно, в изображении того, кого не понимают… Это далеко не скучный, но, безусловно, очень странный фильм». Джефф Эндрю в 2000 году написал: «Экранизация Казаном романа Стейнбека о соперничестве двух подростков за любовь своего отца так же многословна и полна библейских аллегорий, как и сам роман. Тем не менее, это фильм великолепной актёрской игры, атмосферной операторской работы и с точным чувством времени и места». Дэвид Томсон в 2000 году посчитал, что «это лучший фильм Казана: отчасти из-за колючей нерешительности Дина, отчасти из-за захватывающего столкновения актёрских стилей (Дина и Мэсси), а также потому, что формат CinemaScope простимулировал Казана работать с камерой с той же почёркнутой заботой, которую он обычно полностью отдавал актёрам». Кеннет Туран в 2005 году написал в «Лос-Анджелес таймс», что это «не только один из богатейших фильмов Казана и первая значимая роль Дина, это, возможно, вообще лучшая роль актёра».
Фильм был номинирован на четыре «Оскара», включая премии лучшему режиссёру (Казан), лучшему сценаристу (Осборн) и лучшему актёру для Джеймса Дина, который погиб в автокатастрофе ещё до объявления номинаций (это была вторая посмертная номинация в истории «Оскаров» и первая из трёх — для Дина). Однако «Оскар» получила только Джо Ван Флит за роль второго плана. Фильм получил также «Золотой глобус» как лучшая картина и премию как лучший драматический фильм на Каннском кинофестивале, а Казан был удостоен номинации на премию лучшему режиссёру Гильдии режиссёров Америки.

Казан выступил в качестве как режиссёра, так и продюсера своего следующего фильма «Куколка» (1956), который Ротштейн назвал «чёрной комедией на сексуальную тему». 

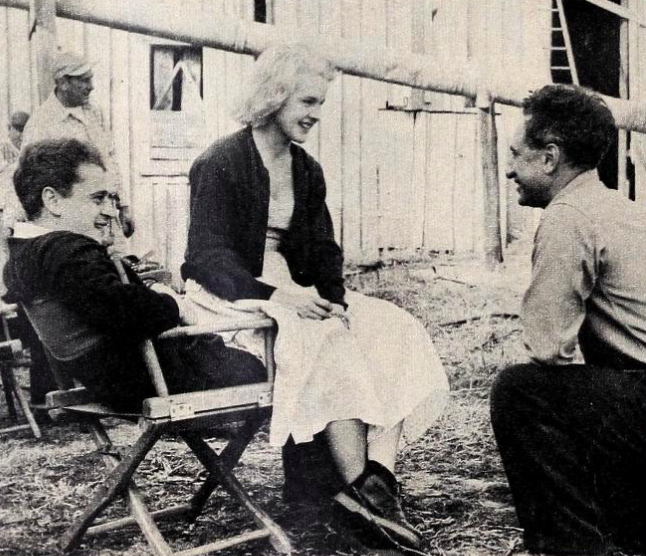
Джек Гарфейн, Кэрролл Бейкер и Элиа Казан на съёмках фильма «Куколка» (1956)

 Действие картины, в основу которой положена одноактная пьеса Теннесси Уильямса, происходит в небольшом городке в дельте Миссисипи. В обветшалом южном особняке девятнадцатилетняя привлекательная девушка по прозвищу Куколка (Кэрролл Бейкер) несчастливо живёт в браке с неудачливым владельцем хлопкоочистительной машины Арчи Ли Мейганом (Карл Молден), который намного старше её. Перед своей смертью отец Куколки дал согласие на её брак с Арчи при условии, что тот не будет лишать её девственности вплоть до достижения ей двадцатилетия. Когда до очередного дня рождения остаётся два дня, Арчи становится всё более нетерпелив в своём желании сделать Куколку своей женой «по-настоящему» — сначала он подглядывает за её купанием, а затем пытается прихватить её. Следующим вечером они видят, как за долги из их дома вывозят мебель, после чего Куколка решает переехать от мужа в мотель. Тем временем прибывший из Сицилии управляющий новой хлопкоочистительной фабрики Сильва Вакарро (Илай Уоллак) празднует со своими работниками первый успешный урожай. Арчи, который из-за Сильвы потерял весь свой доход, поджигает его фабрику, которая прямо во время торжества сгорает дотла. Несмотря на попытки Сильвы заявить о поджоге, полиция, которая воспринимает его как чужака, отказывается проводить расследование. На следующее утро Сильва привозит свой хлопок на переработку к Арчи. Пока тот занят хлопком, Сильва выясняет у Куколки, что прошлым вечером Арчи куда-то уходил из дома. Затем Сильва начинает заигрывать с Куколкой, решая таким образом отомстить Арчи за поджог. Ей приятно внимание Сильвы, однако она находит в себе силы противостоять ему, и отправляется к мужу, который ремонтирует свою машину. Взбешённый её появлением, Арчи даёт Куколке пощёчину. Сильва приходит в ужас от состояния оборудования Арчи и от того, что работа ещё не началась. Когда Арчи уходит за новым ремнём для машины, Куколка бежит за ним, опасаясь оставаться наедине с Сильвой. Когда оборудование удаётся наладить, Куколка рассказывает Сильве об отношениях с мужем, заявляя, что её «готовность» будет зависеть от того, вернётся ли в дом мебель или нет. В отсутствие Арчи, Куколка и Сильва начинают в доме буйные забавы с эротическим подтекстом. В конце концов Сильва объявляет Куколке, что оставит её в покое, если она подпишет свидетельские показания, изобличающие её мужа в поджоге. Со слезами на глазах она подписывает бумагу, после чего уговаривает Сильву отдохнуть в её детской кроватке. Когда Арчи возвращается домой, Куколка обвиняет мужа в поджоге и объявляет о разрыве их отношений. Она говорит, что будет развлекаться с Сильвой, пока тот будет обрабатывать хлопок на машине Арчи. Сильва всё более уверенно чувствует себя в доме Арчи, и даже нанимает уволенную им тётю Роуз в качестве повара. В конце концов Арчи обвиняет жену в измене, однако Сильва уверяет его, что пришёл только ради получения показаний. Когда разозлённый Арчи хватает ружьё, Сильва прячется на дереве, а Куколка звонит в полицию и затем прячется вместе с Сильвой. Подоспевшая полиция отбирает у Арчи оружие, после чего Сильва демонстрирует показания Куколки, изобличающие Арчи. Перед отъездом Сильва обещает вернуться на следующий день с большим количеством хлопка. Затем городской маршал сообщает Арчи, что должен «для приличия» арестовать его, и Арчи видит, как в свой двадцатый день рождения Куколка возвращается в дом одна. Дома она говорит тёте Роуз, что придётся подождать до завтра, чтобы узнать, вспомнит ли о них высокий тёмный незнакомец.
Как отметил историк кино Джей Стейнберг, «Казан, никогда не уходивший от провокационного материала, в начале 50-х годов уговорил своего частого партнёра по сцене и экрану Теннесси Уильямса подготовить для кино небольшую одноактную пьесу под названием „27 тележек с хлопком“. В итоге получился забавный и часто дерзкий чёрный фарс о глубоком Юге, который вызвал бешенство ханжей своего времени, но с течением времени стал восприниматься вполне безобидно». Фильм снимался в штате Миссури, и Казан привлёк к съёмкам многих местных жителей в небольших ролях, что дало отличный эффект. По словам Стейнберга, «как Кэррол Бейкер, так и Уоллак, которых Казан привёл из Актёрской студии, выдали замечательную игру — генерируемый ими в совместных сценах сексуальный жар ощутим даже сегодня». После выхода картины Босли Краузер в «Нью-Йорк таймс» дал ей неоднозначный отзыв, отметив, слабость истории и психологических образов по сравнению с «Трамваем „Желание“». При этом критик высоко отозвался о сатирической составляющей картины, отметив, что Уильямс написал своих «дрянных, порочных людей так, что они клинически интересны», и «под превосходным руководством Казана актёры практически разъедают экран. Более того, персонажи представлены с испепеляющей откровенностью. Ни одно уродство их жизни не остаётся без внимания». При этом особенно впечатляет «флирт Куколки и Вакарро, который Казан поставил с поразительной многозначительностью. Хотя он демонстративно оставляет непрояснённым вопрос о том, действительно ли девушка была соблазнена, нет никаких сомнений в том, что за ней ухаживают и её буйно преследуют. Мистер Казан постоянно балансирует между эмоциональным и нелепым». Но, как отмечает Краузер, «безусловно, самая искусная и достойная черта фильма — это живописные композиции Казана, выполненные в контрастном чёрно-белом цвете и представленные по большей части на фоне старой усадьбы в Миссисипи». Позднее TimeOut назвал картину, «вероятно, одной из наименее амбициозных у Казана. По сути это чёрная комедия о странном и жестоком романтическом треугольнике». Хотя после своего выхода на экраны фильм подвергся осуждению со стороны Национального легиона приличия, «его эротическое содержание сегодня смотрится как весьма сдержанное». С другой стороны, «гротескно карикатурная актёрская игра и надолго запоминающаяся картина знойной, пыльной, ленивой усадьбы делают просмотр остроумным и неотразимым».
По словам Стейнберга, несмотря на сильные отзывы критики, сборы картины оказались всего лишь сносными, и фильм принёс лишь четыре номинации на «Оскар» — Уильямсу как сценаристу и Борису Кауфману — как оператору, а также актрисам Кэррол Бейкер и Милдред Даннок. Причины этого отчасти крылись в негативной реакции на картину со стороны христианских организаций. Казан вспоминал: «После первой хорошей недели наступил быстрый спад, и фильм так и не принёс прибыли. Сегодня фильм смотрится всего лишь как довольно забавная комедия, и удивительно, что в своё время она наделала столько шума». За режиссёрскую работу Казан был удостоен «Золотого глобуса» и номинации на премию Общества кинокритиков Нью-Йорка, картина также удостоилась номинации на премию BAFTA как лучший фильм.

После этого Казан снова обратился к сотрудничеству с Баддом Шульбергом, создав «мощную, сатирическую вещь» «Лицо в толпе» (1957), «фильм о средствах массовой информации и о звёздности», который рассказывает о том, как «сельский демагог приходит к власти с помощью средств массовой информации». Это, по мнению Сьюзен Кинг, «великолепный фильм о бродяге из Арканзаса, который становится телезвездой, разрушая всех вокруг себя» и, по словам Макги, «мощный фильм с посланием о власти знаменитостей в масс-медиа». 

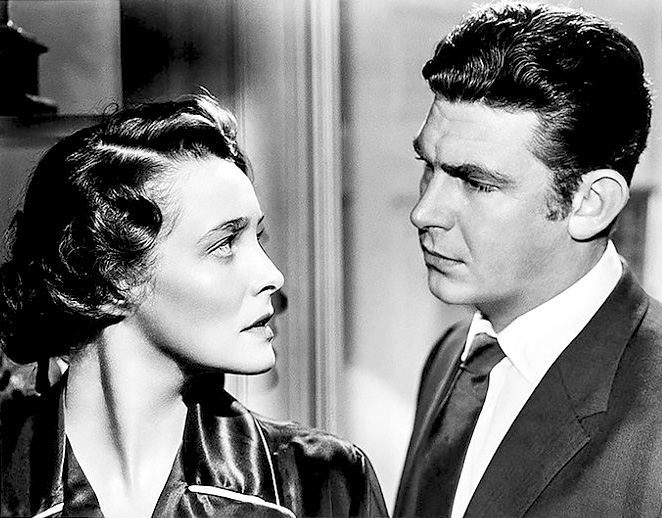
Патриция Нил и Энди Гриффит. Рекламное фото к фильму «Лицо в толпе» (1957)

 Фильм начинается со сцены в сельской тюрьме в штате Арканзас, откуда репортёр Марсия Джеффрис (Патриция Нил) ведёт передачу для местной радиостанции. Там она обращает внимание на пьяного бродягу Ларри Роудса (Энди Гриффит), которого уговаривает рассказать о своей жизни и спеть для радио. Выступление харизматичного, остроумного Ларри производит сильное впечатление на владельца радиостанции, который решает сделать с Ларри, который получает имя Одинокий Роудс, регулярную утреннюю программу. Марсии с некоторым трудом удаётся уговорить Роудса вести шоу, которое мгновенно становится хитом у радиослушателей. В баре Роудс доверительно рассказывает Марсии, что все его байки о своей жизни, которые он выдаёт в эфире, на самом деле его выдумки. Марсия поднимает Роудса на новый уровень, перебираясь с ним в Мемфис, где тот с успехом начинает вести программу на телевидении. У Марсии с Роудсом начинается роман. После того, как продажи спонсора шоу, компании по производству матрасов, стремительно растут, один из амбициозных сотрудников компании Джои Де Пальма (Энтони Франчоза) создаёт с Роудсом совместную компанию, обещая организовать крупный контракт с одним из рекламных агентств в Нью-Йорке. Вскоре Роудс начинает рекламировать витамины компании «Витаджекс» выдавая их за таблетки, усиливающие либидо. Продажи начинают стремительно расти, как и рейтинг самого Роудса. Президент компании «Витаджекс» генерал Хейнсворт решает использовать Роудса в продвижении сенатора Уортингтона Фуллера в президенты страны. После попадания на обложку журнала Life Роудс становится фигурой национального масштаба, он проводит телемарафоны и спускает на воду корабли. В своём шикарном пентхаусе Роудс делает Марсии предложение, и она отвечает согласием. Однако из очередной командировки Роудс возвращается с новой 17-летней женой. Роудс объясняет Марсии, что боится жениться на ней из-за её критического отношения к его поведению, и в ответ Марсия требует сделать её равным партнёром в его бизнесе. Успешно продвигая Фуллера на телевидении, Роудс одновременно начинает доминировать над ним, навязывая свои взгляды, что не устраивает Хейнсворта. Однажды к Марсии подходит её бывший ассистент Мел Миллер (Уолтер Маттау), сообщая о своём намерении написать о Роудсе фельетон под названием «Демагог в джинсах». У Джои начинается роман с женой Роудса, и когда Роудс пытается разорвать с Джои отношения, тот напоминает, что ему принадлежит 51 процент их совместной компании. На следующий день Марсия, которая разочаровалась в Роудсе, решает положить конец его карьере, тайно устраивая провокацию во время телешоу, которая выставляет Роудса в невыгодном свете. Зрительская аудитория отворачивается от него, вслед за ней уходят и рекламодатели. Роудс уговаривает Марсию снова работать с ним, однако она уходит, а Мел говорит ему, что скоро все поклонники забудут о нём. Услышав с улицы жалобный призыв Роудса, Марсия на мгновение останавливается, но Мел убеждает её, что им надо идти дальше.
Как написал историк кино Скотт Макги, «очевидно опередивший своё время, это, конечно, один из первых фильмов, который поставил вопрос о влиянии телевидения». Сегодня взгляд Казана и Шульберга на телевидение «кажется полностью провидческим». Они сделали фильм «как предупреждение, что когда мы включаем телевизоры, радио или реализуем своё право голосовать, нам следует опасаться призрака Одинокого Роудса. Это предупреждение актуально и сегодня». По словам Казана, «одна из причин, почему мы сделали эту картину, это фантастическая вертикальная мобильность в этой стране, скорость, с которой человек поднимается вверх и уходит вниз. Мы оба знали это хорошо, потому что сами оказывались наверху и внизу по нескольку раз. Мы ставили целью через Одиинокого Роудса предупредить публику — будьте осторожны с телевидением… Мы пытаемся сказать: не обращайте внимания на то, как он выглядит, не обращайте внимания на то, на кого он похож, не обращайте внимания на то, кого он вам напоминает, слушайте то, что он говорит… Телевидение хорошо для этого. Оно обманывает одних людей и разоблачает других». Позднее Казан говорил в интервью, что фильм «опередил своё время… Первая часть фильма — это скорее сатира, а вторая часть более вовлекает зрителя в судьбу и чувства Одинокого Роудса… Что мне нравится в этом фильме, это его энергия, изобретательность и резкие скачки, что очень по-американски. В этом действительно есть что-то чудесное, этот постоянно пульсирующий, меняющийся ритм. Во многих смыслах это более американская картина, чем любая другая из тех, что я делал. Она представляет деловую жизнь, и городскую жизнь, и то, как всё происходит на телевидении, ритм того, как движется страна. Его тема даже сегодня, полностью значима».
Фильм снимался в разных местах в Арканзасе, Мемфисе, Теннесси, и в Нью-Йорке. В Нью-Йорке для съёмок использовалась старая студия, где аутентичность среды поддерживается присутствием в кадре многих узнаваемых телеперсон. Кинокритик Дайлис Пауэл из Sunday Times вспоминал, как провёл утро в студии в Бронксе, «наблюдая за тем, как Казан репетировал сцены из „Лица в толпе“. В то время я был поражён той богатой изобретательностью, которую Казан привносил в работу, его идеи по жестам, тональности, взглядам — огромное богатство деталей — работали на усиление комической живости каждой сцены. И теперь, когда я вижу законченный фильм, снова та же плотность картины, которая поражает меня. Ничего не пущено на самотёк». По словам Макги, в отличие от многих других «честных» фильмов, слабостью которых является их «мягкость, робость и анастезирующая нейтральность», этот фильм «страстный, возвышенный, яростный и неумолимый, который доставляет наслаждение уму». Фильм также значим тем, что дал старт карьерам Энди Гриффита и Ли Ремик, которые дебютировали в этом фильме.
После выхода на экраны фильм разочаровал в прокате и получил разноречивые отзывы как от публики, так и от критиков. Босли Краузер в «Нью-Йорк таймс», в частности, написал, что Шульберг и Казан, которые «проявили редкую конгениальность при работе над фильмом „В порту“, снова выступают вместе, прослеживая феноменальный взлет (и падение) топовой телевизионной „персоны“ в своем новом фильме „Лицо в толпе“». По словам критика, «это испепеляющее и циничное разоблачение в большей степени связано с природой яркой личности самого идола, чем с окружающей средой и машиной, которая его породила. Шульберг написал мощного человека как грубого и вульгарного мужлана и деревенщину, и Гриффит под руководством Казана играет его с громоподобной энергией. Шульберг и Казан порождают чудовище, похожее на чудовище доктора Франкенштейна». И они настолько им зачарованы, что полностью отдают ему весь фильм. В итоге, как полагает Краузер, из-за его очевидного «доминирования, огромного объёма телевизионных подробностей, а также из-за отрывистого повествовательного стиля Казана фильм становятся немного монотонным». Современный критик Деннис Щварц назвал фильм «едкой и язвительной сатирой „взлёта и падения“, которая высылает предупреждение в отношении легендарных личностей, созданных телевидением — они могут быть лицемерными и не такими прекрасными, как вы думаете, если вы просто судите о них по тому, как они выглядят на экране». За эту картину Казан получил номинацию на премию Гильдии режиссёров Америки.
Про мелодраму «Дикая река» (1960) Томсон написал, что это «шедевр, который не получил должного внимания», а Восбург назвал «недооценённым фильмом». Начиная с 1941 года, когда Казан создавал театральное шоу для Министерства сельского хозяйства в Нью-Йорке, у него возникла идея проекта, которая в конце концов вылилась в этот фильм. Казан интересовался тем, как правительственные агентства относятся к людям «из плоти и крови». В частности, он был озабочен судьбой тех, кто столкнулся с Управлением долины Теннесси, федеральным агентством, сформированным в 1933 году для обеспечения управления водными ресурсами и социально-экономическим развитием в долине реки Теннесси, региона, который тяжело пострадал от Великой депрессии. Казан рассматривал этот проект как дань уважения президенту Рузвельту и его Новому курсу. Много лет Казан работал над созданием собственного сценария предполагаемого фильма, но не был удовлетворён результатом и попросил помощи у своего друга, драматурга и сценариста Пола Осборна, который написал сценарий «К востоку от рая». Тем временем студия 20th Century Fox приобрела права на два романа приблизительно на ту же тему — «Бухта Данбара» Бордена Дила о битве между властями и старыми землевладельцами в долине Теннесси и «Грязь на звёздах» Уильяма Брэдфорда Хьюи, которая рассказывает о сельской матриаархальной семье и её реакции на уничтожение их земель. Осборн соединил изначальную идею Казана с двумя книгами, что, наконец, удовлетворило режиссёра.
Действие картины происходит в 1933 году, когда Управление долины Теннесси приступило к строительству каскада плотин на реке с целью предотвращения смертоносных наводнений и подъёма уровня жизни местного населения. Управление направляет своего сотрудника Чака Гловера (Монтгомери Клифт) в небольшой городок в Теннесси с поручением завершить отселение местных жителей и провести зачистку земли на участке долины, которая подлежит затоплению. В первую очередь Чаку предстоит убедить продать свою землю правительству пожилую Эллу Гарт (Джо Ван Флит), семья которой на протяжении многих поколений жила на острове у реки. После того, как Элла отказывается с ним разговаривать, Чак обращается к трём её взрослым сыновьям, однако старший среди них Джо Джон Гарт бросает Чака в реку. На следующий день Чак снова приезжает к Элле, встречая её в окружении своих чернокожих работников и членов их семей. Она заявляет, что её не интересуют современные удобства, которые принесёт плотина, и её нельзя принуждать к продаже своей земли, потому что это было бы «против природы». Чак приглашает рабочих в свой офис, чтобы обсудить возможности их трудоустройства. Чак также обращается к внучке Эллы, Кэрол Болдуин (Ли Ремик), молодой и одинокой вдове с двумя маленькими детьми, которая переехала на остров после смерти мужа. Кэрол понимает неизбежность прогресса и соглашается помочь Чаку, хотя и понимает, что для Эллы переезд с родных земель будет подобен смерти. Между Чаком и Кэрол складываются романтические отношения. С помощью чёрных рабочих Чак начинает расчистку земель на острове. Это вызывает недовольство местных жителей, которые требуют от Чака платить чёрным рабочим меньше, чем белым. Постепенно рабочие Эллы, а затем и её сыновья собираются покинуть остров. В конце концов, Элла остается на острове одна, за исключением верного Сэма, который отказывается её покидать. Чак получает указание из Вашингтона начать вместе с маршалом США процедуру принудительного выселения Эллы. Добившись признания матери недееспособной, двое её сыновей предлагают Чаку выкупить у них землю матери. Между тем Чак проникается всё большим уважением к Элле. На следующий день, вопреки своему желанию, он просит маршала удалить Эллу с её участка, затем отправляется на остров, чтобы сделать последнюю попытку убедить её уйти самой. Получив в очередной раз отказ, Чак возвращается в дом Кэрол, которая умоляет его увезти её в собой, однако Чак не может дать ей ответ. Тем временем толпа разъярённых местных жителей уничтожает дом Кэрол и машину Чака, а затем бьют и самого Чака. После того, как толпа набрасывается и на Кэрол, шериф останавливает столкновение. Восхищённый героизмом Кэрол, Чак делает ей предложение, и тем же вечером они женятся. На следующий день Чак и Кэрол приезжают вместе с маршалом на остров к Элле. После того, как маршал зачитывает уведомление о выселении, молчаливая Элла идёт к парому под звуки ударов топора и падающих деревьев. В своем современном новом доме Элла сидит на крыльце, глядя на реку и отказываясь говорить. Спустя некоторое время, когда рабочие заканчивают расчистку острова и готовятся сжечь её фермерский дом, Элла умирает. После завершения работы Чак вместе со своей новой семьёй вылетает из долины, пролетая сначала островом Гарт, который превратился в крошечное пятнышко в искусственном озере, а затем — и над новой мощной плотиной.
Казан первоначально планировал взять на главную роль немолодого актёра, однако по мере разработки Осборном сценария Казан решил сделать центральным персонажем молодого, сексуального сотрудника Департамента сельского хозяйства, что добавило бы фильму энергетики и коммерческой привлекательности. Первоначально Казана хотел взять на главную роль Брандо, но в конце концов остановил свой выбор на Монтгомери Клифте, несмотря на сомнения в его надёжности. После ужасной автомобильной аварии, которая испортила его красивое лицо и разрушило его тело, Клифт страдал зависимостью от алкоголя и наркотиков Было известно, что он с трудом справился со своим предыдущим фильмом «Внезапно прошлым летом» (1959), однако Казан высоко оценил талант Клифта ещё в 1942 году, когда работал с ним над спектаклем «Кожа наших зубов». Он предлагал актёру главные роли в своих фильмах «В порту» (1954) и «К востоку от рая» (1955), однако Клифт от обеих отказался. На этот раз Казан прямо сказал: «Я не могу работать с пьяницей», и заставил Клифта дать обещание что тот не притронется к алкоголю за всё время съёмок. Клифт, который чрезвычайно уважал Казана, сделал всё, чтобы сдержать обещание, и согласно всем оценкам, был очень успешен, обеспечив мощную и сконцентрированную игру.
В своих мемуарах Казан писал об этом фильме: «Я обнаружил удивительную вещь. Я перешёл на другую сторону… Мой герой должен был быть решительным проводником Нового курса, занятым трудной задачей убеждения „реакционных“ деревенских жителей, чтобы ради общественного блага они покинули землю… Но в ходе работы я обнаружил, что мои симпатии были на стороне упрямой старой леди, которая отказывалась быть патриоткой». Он также обнаружил, что после привлечения к работе Клифта динамика фильма изменилась: «Он не сможет сравниться с сельскими жителями, которых ему придется убеждать в „большем благе“, и, конечно, не сможет физически сравниться ни с кем из них, если дело дойдет до насилия. Образно говоря, это история столкновения слабых с сильными — только наоборот». Казан с радостью принял эти изменения, и укрепил эту схему всеми остальными актёрами. На роль Эллы Гарт он взял 44-летнюю Джо Ван Флит, которая специализировалась на ролях героинь значительно более страшего возраста, и которая получила «Оскар» за роль в фильме «К востоку от рая». Как писал Казан, он знал, что она «сожрёт Клифта живьём» в их совместных сценах, и стремился добиться именно этого. На роль мягкой, но волевой Кэррол Казан взял Ли Ремик, с которой работал на фильме «Лицо в толпе» (1957) и которую считал «одной из лучших молодых актрис» того времени, а также «исключительным человеком». В фильме Казан в полной мере использует тот факт, что Ремик будет доминировать, а Клифт будет «сексуально неуверенным». Это неравное сочетание личностей, по словам историка кино Роджера Фристоу, «придаёт необычное и восхитительное напряжение их любовным сценам».
Это был первый крупный художественный фильм, который полностью снимался в штате Теннесси. Съёмки начались в ноябре 1959 года и продлилась два с половиной месяца. Местные жители, не имевшие никакого актёрского опыта, сыграли примерно 40 из 50 ролей со словами. Усадьба Гартов, строительство которой заняло два месяца и обошлось в 40 тысяч долларов, была сожжена до основания в кульминационной сцене фильма. В течение шести месяцев Казан монтировал фильм, который вышел на экраны в июле 1960 года. Фильм начинается с чёрно-белого пролога с хроникальными кадрами наводнения на реке Теннесси, которое принесло огромные разрушение и унесло многие человеческие жизни.
Чувствуя, что студия не даст картине шанса на широкий прокат в США и не будет даже утруждать себя предложениями в Европе, Казан не устроил «бурную сцену» в офисе главы студии Спироса Скураса. Казан, в частности, писал: «Деньги правят рынком, и согласно этому правилу, фильм является катастрофой». Фильм действительно разочаровал в прокате, а критика того времени была неоднозначной. А. Х. Вейлер в «Нью-Йорк таймс», в частности, написал: «Несмотря на своё название, картина предстает скорее интересной, но странно тревожащей драмой, чем сокрушительным исследованием исторического аспекта меняющейся Америки. Хотя в центре внимания находятся люди, пострадавшие от Управления долины Теннесси в начале тридцатых годов, продюсер-режиссёр Элиа Казан, как ни странно, отвлекает зрителя романтикой, разделяющей важность с социальными и экономическими потрясениями, которые, несомненно, ближе всего к сердцу этого фильма. Следование двумя курсами одновременно уменьшает потенциальную силу картины. Соперничество между молодой любовью и воздействием прогресса на старые обычаи становится коварно навязчивой дихотомией. При этом любопытно, что обе составляющие этой красивой народной истории сделаны профессионально… Казан заслуживает настоящей похвалы за то, что не встал ни на чью сторону при рассмотрении социально-экономических аспектов своей истории». Фильм занял восьмое место в опросе на лучшую картину 1960 года, который проводил Национальный совет критиков, а на Берлинском кинофестивале Казан был номинирован на «Золотого медведя». Позднее у фильма оказалось много сторонников среди современных критиков. Так, Дейв Кер из Chicago Reader назвал его «вероятно, самым тонким и глубоким фильмом Казана, медитацией на тему о том, как прошлое одновременно подавляет и обогащает настоящее». В рецензии журнала TimeOut говорилось, что «возможно, дело в съёмках на натуре, возможно, в актёрской игре, но этот лирический вольный рассказ Казана стал одним из его наименее театральных и наиболее трогательных его фильмов. Отчасти это связано с тем, что линия битвы — между городом и деревней, старым и новым, целесообразностью и убеждениями — фактически размыта, что делает конфликт более драматически сложным, чем можно было бы ожидать; но очевидная ностальгия Казана по обстановке 30-х годов (Новый курс) также придает фильму большую глубину и масштаб, чем обычно можно найти в его работах». Как отметил Фристоу, этот фильм «остался любимым для самого режиссёра».

По словам Ротштейна, среди фильмов Казана, «которые по-прежнему имеют особый резонанс у молодых кинозрителей, „Великолепие в траве“ (1961) с Уорреном Битти и Натали Вуд в ролях влюблённых подростков, которые сталкиваются с лицемерием взрослых». 

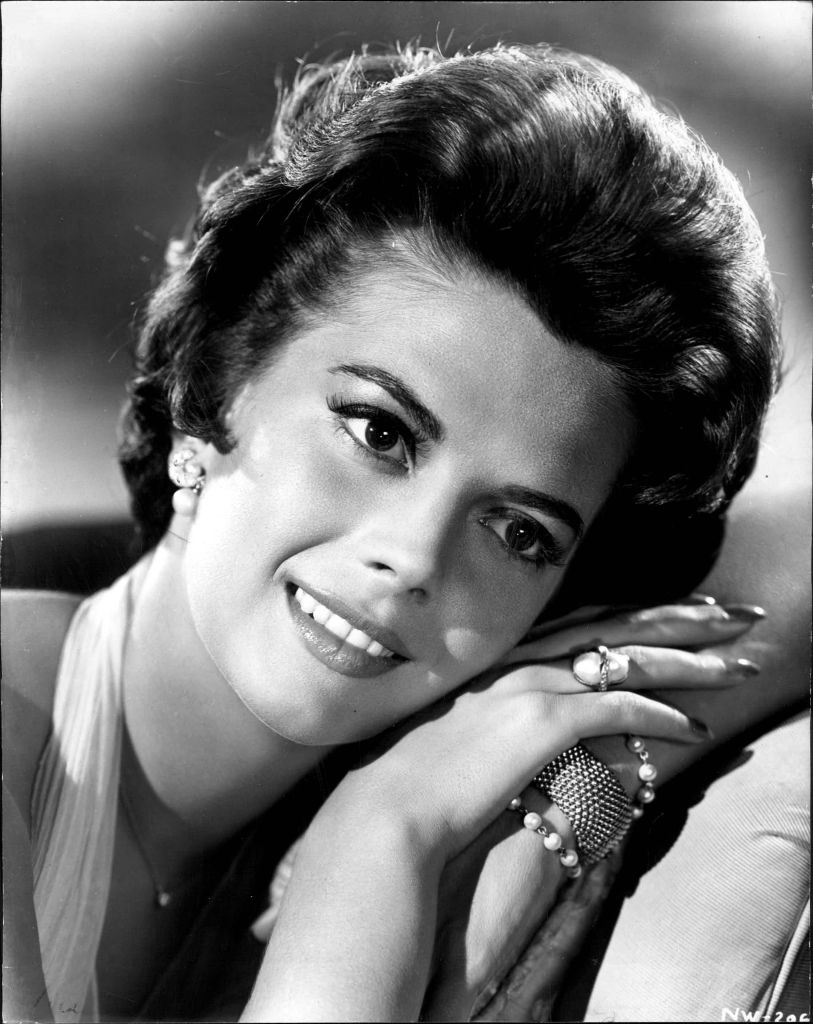
Натали Вуд в фильме «Великолепие в траве» (1961)

 Действие картины начинается в конце 1920-х годов в небольшом городке в Канзасе, где двое самых красивых старшеклассников в школе — Вильма Дин Лумис (Натали Вуд) и Бад Стэмпер (Уоррен Битти) — влюбляются друг в друга. Несмотря на сильное взаимное влечение и желание интимной близости, они вынуждены сдерживать себя. Мать Вильмы фактически запрещает ей делать «это», а отец Бада, богатый нефтяник, настаивает на том, чтобы сын удовлетворил свои потребности с «менее хорошей девушкой» и забыл о браке, пока он не закончит Йельский университет. Получив фактический запрет со стороны родителей, Бад предлагает Вильме прекратить отношения, что очень тяжело сказывается на обоих. Вильма совершает попытку самоубийства, после чего оказывается в психиатрической клинике. Бад вскоре тяжело заболевает пневмонией, после чего начинает встречаться с одноклассницей Хуанитой. Учёба в Йельском университете у Бада явно не клеится, а после наступления Великой депрессии его отец становится банкротом и кончает жизнь самоубийством. Бал оставляет университет и женится на бедной итальянской официантке Анджелине. Тем временем в санатории, где Вильма проводит более двух лет, она знакомится с другим пациентом Джонни Мастерсоном, который делает ей предложение. После выхода из санатория, перед тем, как принять предложение Джонни, Вильма отправляется на поиски Бада. Она находит его на маленькой ферме, где тот живёт с беременной Анджелиной и маленьким сыном. Они понимают, хотя какие-то чувства ещё остались, прошлого уже не вернуть, и каждый из них пойдёт дальше своим путём.
Как пишет историк кино Маргарита Ландазури, «фильм был сделан в те времена, когда как кинематограф, так и общество в целом переживали фундаментальные изменения, и он более мрачный, чем традиционные фильмы о подростковой любви. Он рассказывает реалистично, даже шокирующе об агонии первой любви, и о тех силах, которые лишают возлюбленных друг друга». Драматург Уильям Индж написал пьесу о людях, которых знал, когда рос в Канзасе в 1920-е годы. Индж рассказал Казану об этой пьесе, когда в 1957 году они вместе работали над постановкой на Бродвее спктакля «Тьма наверху лестницы». Они сошлись во мнении, что из этого получится хороший фильм, и с готовностью взялись за работу. Индж заприметил молодого Уоррена Битти в спектакле одного из театров Нью-Джерси, и впечатлённый его игрой, порекомендовал его Казану на роль Бада. Хотя Казан был раздражён высокомерием неопытного актёра, но на его произвели впечатление его игра и талант, и он согласился взять Битти на роль Бада. По словам Ландазури, «это был первый фильм Битти, и этот фильм сделал его звездой».
С другой стороны, несмотря на 22-летний возраст, Натали Вуд была уже опытной голливудской актрисой, начав сниматься в кино с пяти лет. Хотя она легко перешла из статцса звезды-ребёнка к взрослым ролям, фильмы, в которых она играла перед этим, не были особенно значимыми. Вуд была на долгосрочном контракте со студией Warner Brothers, которая продюсировала этот фильм, и студия хотела, чтобы Казан взял на роль именно её. Считая её не более чем звездой-ребёнком, время которой ушло, Казан стал сопротивляться. Но когда он встретился с Вуд лично, то ощутил «беспокойство и непостоянство» в её характере, что идеально подходило для его видения главной героини, и он взял её на роль. Хотя на момент съёмок Вуд была замужем, а у Битти была постоянная партнёрша, между ними начался не только кинематографический, но и реальный роман. Казан, считая это полезным для картины, всячески его поощрял. Позднее он вспоминал: «У меня не было сожалений по этому поводу. Это помогало их любовным сценам». На момент премьеры фильма осенью 1961 года Вуд и Битти уже оставили своих прежних партнёров и жили вместе. Как отмечает Ландазури, для усиления художественной атмосферы картины Казан пригласил авангардного композитора Дэвида Амрама, который написал «модернистскую (часто диссонансную) музыку, а художнику-постановщику поручил разработать сценографию в резких и ярких цветах, что делало картину антитезой сентиментальности».
После выхода на экраны фильм получил отличные отзывы. Журнал Time Magazine отметил, что «в этой картине…относительно простая история подростковой любви и разочарования в маленьком городке на Среднем Западе становится сердитой психосоциологической монографией, описывающей сексуальные нравы бессердечной глубинки». Благодаря Казану «фильм, конечно, сделан искусно, захватывающе и профессионально в каждой своей детали». По словам Краузера из «Нью-Йорк таймс», «секс и родительский деспотизм загоняют в тупик отношения двух романтичных старшеклассников в новом фильме Инджа и Казана. Индж написал, а Казан поставил эту откровенную и страшную социальную драму, от которой глаза вылезают из орбит, а скромные щеки начинают пылать». В картине представлена жизнь городка, «уродливая, вульгарная и гнетущая, временами комичная и грустная». Отметив «отличное» цветовое решение и «превосходную» художественную постановку, Краузер также отдал должное актёрской игре, особенно выделив Натали Вуд, которая «обладает красотой и сиянием, которые несут её через роль бурных страстей и тоски с незапятнанной чистотой и силой. В её игре есть поэзия, а её глаза в последней сцене свидетельствует о моральной значимости и эмоциональной наполненности этого фильма». Variety написал, что фильм Казана затрагивает «запретную территорию с большой осторожностью, состраданием и кинематографическим чутьем. Это чрезвычайно личностная и трогательная драма, которая чрезвычайно выигрывает от кинематографической подачи». В рецензии Newsweek отмечалось, что «потрясённые кинозрители могут быть озадачены тем, кто заслуживает их главной благодарности за один из самых богатых американских фильмов за последние годы. Для простоты слова благодарности можно адресовать Казану. Действуя в качестве главного координатора между большим актёрским составом и сценарием Инджа, он снял фильм, который раскрывает уникальный талант Инджа к сочувственной сатире в драматической истории. Он может похвастаться самым большим количеством ярких персонажей по сравнению с любым фильмом последних лет, он взрывается поразительным и откровенным юмором и проносится вместе с мучительным чувством неизбежной трагедии». Позднее Томсон написал, что фильм стал «лучшим доказательством того, что Натали Вуд была великой актрисой», а Битти и Вуд «сыграли в нём лучшие роли в своих карьерах». Восберг также отметил, что в этой картине «Вуд выдала игру своей карьеры». Фильм принёс «Оскар» за лучший сценарий Уильяму Инджу и номинацию на «Оскар» Натали Вуд. Вуд получила также номинацию на премию BAFTA как лучшая актриса. Казан был номинирован на премию Гильдии режиссёров Америки. Фильм получил номинацию на «Золотой глобус» как лучшая картина в жанре драма, а Вуд и Битти были номинированы на «Золотой глобус» как лучшие актёры.

### Литературная и кинематографическая карьера в 1960—1980-е годы
Как пишет Томсон, в 1960-е годы, когда Казану было уже за 50 лет, он начал писать романы, так как считал, что литература «более благородна и ценна». Однажды Казан следующим образом объяснил своё решение стать писателем: «Я хотел сказать именно то, что чувствую. Я люблю прямо говорить то, что чувствую. Не важно, чью пьесу вы ставите или насколько вам симпатичен драматург, то, что вы в конце концов пытаетесь сделать — это трактовать его взгляды на жизнь… Когда я говорю за себя самого, я получаю громадное чувство освобождения». С начала 1960-х годов Казан написал шесть романов, включая несколько бестселлеров. Два романа — «Америка, Америка» (1962) и «Сделка» (1967) — он превратил в фильмы. Вообще, как написал Томсон, Казан «оказался захватывающим автором». После успеха двух первых книг он выпустил романы «Убийцы» (1972), «Дублёр» (1974), «Акты любви» (1978) и «Анатолиец» (1982). По словам Ротштейна, эти книги получили «смешанные или критические оценки». Как отмечает Томсон, «их можно читать и сегодня, но это обычные книги».
Первый роман Казана «Америка, Америка» (1962) воссоздавал одиссею его дяди, греческого юноши, который бежал от бедности и преследований в Турции, и, преодолев многочисленные неудачи и беды, достиг Америки. По словам Ротштейна, «книга стала бестселлером». В 1963 году Казан на студии Warner Bros. сделал по книге одноимённый фильм, выступив в качестве сценариста, продюсера и режиссёра. Действие фильма начинается в 1896 году в глубокой провинции Османской империи, где греческое и армянское население подвергается жестокому притеснению. Молодой грек Ставрос Топузоглу (Статис Ялелис) после того, как турки убивают его ближайшего друга за сопротивление режиму, решает уехать из страны. Отец отправляет Ставроса в Константинополь, чтобы тот вошёл в дело своего дяди Одиссея, который торгует коврами. Родители передают Ставросу все свои ценности, рассчитывая позднее переехать к сыну. Однако по дороге всё ценное, что было у Ставроса, крадёт его новый знакомый турок, оказавшийся мошенником. Ставрос позднее находит и убивает этого турка, однако деньги вернуть ему не удаётся. Одиссей разочарован тем, что Ставрос прибыл без денег. Он предлагает красавцу Ставросу жениться на богатой невесте, однако тот опасается, что семья станет препятствием его цели попасть в Америку. После отказа Ставроса Одиссей выгоняет его на улицу. Ставрос берётся за самую грязную работу и ночует в ночлежках, где постепенно начинает копить деньги, однако опять всё теряет после встречи с проституткой. В ночлежке собираются анархисты и революционеры, и во время облавы на них правительственных войск, Ставрос получает тяжёлое ранение и теряет сознание. Его бросают в кучу мёртвых тел, которые собираются сбросить в море, однако Ставросу удаётся выбраться. Он возвращается к Одиссею и соглашается жениться на дочери богатого торговца коврами. Своей невесте он откровенно говорит, что хочет использовать деньги на приданное, чтобы оплатить переезд в Америку. Получив деньги на билет от жены знакомого американского бизнесмена армянского происхождения Аратона Кебябяна, Ставрос сообщает невесте, что не может на ней жениться, и вскоре отплывает в США. На борту корабля Аратон узнаёт о романе его жены со Ставросом. Он выдвигает против Ставроса уголовные обвинения, отменяет предложение о работе в Америке и угрожает депортацией обратно в Турцию. В этот момент на борту корабля от туберкулёза умирает молодой армянин, который дружит со Ставросом. Перед самой смертью армянин выбрасывается за борт корабля, позволяя Ставросу воспользоваться его именем, чтобы попасть в Нью-Йорк. Добравшись до Америки, Ставрос начинает копить деньги, чтобы перевести к себе всю семью.
Как написал Босли Краузер в «Нью-Йорк таймс», фильм является «великолепной данью уважения» Казана своему дяде, который первым из семьи эмигрировал в Соединённые Штаты. Свою дань уважения его «мужеству, упорству и дальновидности, Казан выразил в исключительно живых, энергичных кинематографических понятиях». Однако фильм — это не только дань уважения, но и «звонкая ода всей великой волне иммиграции… Эта история столь же древняя, как гомеровская и столь же современная, как досье». И в неё Казан «вложил всю тоску, разочарование и в итоге радость неутомимого странника, который ищет и наконец находит свой духовный дом. Казан доносит до зрителя поэзию иммигрантов, прибывающих в Америку. С помощью мастерской аутентичной постановки и съёмки жёстким фокусом он даёт нам такое понимание этой драмы, какого ещё не было на экране». Вместе с тем, по мнению критика, «если бы картина не была бы столь чрезмерно длинной и избыточной, она была бы ещё лучше».
По словам современного историка кино Джея Карра, среди многих картин об иммиграции в Америку эта относится к числу наиболее «запоминающихся, и до сих пор производит мощное впечатление». Как далее пишет критик, «это самый личностный фильм Казана, основанный на истории его собственной семьи… Казан использовал аутентичные натурные съёмки в Греции, он также взял на главную роль актёра, не известного в Америке, который был свободен от груза ассоциаций, которым обладали голливудские актёры». По словам Карра, Казан выбрал на главную роль Статиса Галлетиса не только потому, что тот был греком, но и потому, что тот мог своими бледными глазами донести острый интеллект, необходимый в борьбе за выживание, когда он проходит путь от невинности до опытности. Ему врут, его обворовывают и обманывают, он разочаровывается, на него нападают и бросают умирать, и по мере всего этого он набирается мудрости, чтобы превратиться из эксплуатируемого в эксплуататора, не забывая о своей цели попасть в Америку. По мнению киноведа, «снимать фильм в Греции было мудрым решением, также как и использовать чёрно-белую съёмку, которой Казан придерживался практически всю карьеру». Сьюзен Кинг назвала картину «последним великим фильмом Казана», его «самым личностным и самым любимым фильмом». Томсон отметил, что это «был тип фильма, который человек с историей Казана имел все основания сделать, и тем не менее прямое самовыражение было значительно менее живым, чем, например, чем идентификация себя с непокорным Кэлом в исполнении Джеймса Дина в фильме „Вдали от рая“».
Фильм принёс «Оскар» за художественную постановку, а также три номинации на «Оскар» Казану — как продюсеру за лучший фильм, как сценаристу и как режиссёру. Как лучший режиссёр Казан был также удостоен «Золотого глобуса», номинации на премию Гильдии режиссёров Америки, главного приза на фестивалях в Сан-Себастьяне и премии Святого Георгия, а как сценарист — номинации на премию Гильдии сценаристов Америки. Вместе с тем, как заметил Восбург, несмотря на критический успех, «эта ностальгическая трёхчасовая сага о молодом греке стала финансовой катастрофой».
По словам Ротштейна, второй роман Казана «Сделка» (1967) затрагивал тему «кризиса среднего возраста погуливающего бизнесмена. Большинство критиков было низкого мнения о романе, тем не менее, он стал бестселлером». Внесённый в чёрный список писатель Уолтер Бернстейн описал роман как «книгу, которую парень отверг бы как недостойную того, чтобы ставить по ней фильм». Тем не менее, в 1969 году Казан написал по роману сценарий, а затем осуществил и постановку картины. Фильм «Сделка» (1969) рассказывает историю американца греческого происхождения Эдди Андерсона (Кирк Дуглас), который добился больших карьерных успехов, став преуспевающим директором крупного рекламного агентства в Лос-Анджелесе. Однажды он неожиданно совершает попытку самоубийства, когда по пути на работу на своём автомобиле намеренно врезается в грузовик. Придя в себя, он отказывается говорить, заявив лишь о том, что не вернётся в компанию. У Эдди развивается тяжёлый психологический кризис, связанный с утерей страсти в отношениях с женой Флоренс (Дебора Керр), вместе с которой прожил много лет. Другой темой переживаний Эдди является бурный роман с сотрудницей его рекламного агентства Гвен (Фэй Данауэй), с которой расстался около двух лет назад. Эдди погружается в долгую депрессию, которая сопровождается воспоминаниями и галлюцинациями о Гвен. Выйдя из добровольного молчания, Эдди подолгу беседует с женой, рассказывая ей о своей неудовлетворённости жизнью. Флоренс сочувственно выслушивает его, всячески пытаясь сохранить их брак, но периодически начинает обвинять мужа в супружеской неверности. После общения с психиатром Эдди возвращается к работе, однако вскоре оскорбляет важного клиента, а затем безрассудно пилотирует свой частный самолёт в небе над Лос-Анджелесом, что вызывает новые вопросы о его психическом состоянии. Семейный адвокат предотвращает арест Эдди, после чего уговаривает его подписать доверенность на имя Флоренс на право распоряжения всем семейным имуществом. Эдди направляется в Нью-Йорк, чтобы навестить своего тяжело больного отца, где снова встречается с Гвен, которая живёт там со своим поклонником по имени Чарльз и полуторагодовалым ребёнком (имя отца которого она отказывается назвать). Когда родственники хотят поместить отца в приют, Эдди увозит его в семейный особняк на Лонг-Айленде, куда вскоре выписывает и Гвен. Они возобновляют сексуальные отношения, и Эдди уговаривает Гвен выти за него замуж. Однако их разговор прерывают родственники, которые врываются в дом и увозят отца Эдди на скорой помощи, после чего адвокат снова уговаривает Эдди подписать доверенность на право распоряжения имуществом. Эдди подписывает доверенность именем адвоката, после чего отправляется за Гвен к ней домой, где Чарльз стреляет в него, раня в плечо. После того, как Эдди в ярости поджигает семейный особняк, его помещают в психиатрическую больницу, откуда его готовы выпустить в любое время, если он докажет, что у него есть работа и дом. Гвен приводит к нему ребёнка и говорит, что нашла для него работу. Она сопровождает Эдди на похороны отца, где Флоренс и Гвен впервые видят друг друга. Эдди провожает отца в последний путь в окружении любовницы, жены, которая держит за руку адвоката, и других членов семьи.
Как отметил историк кино Майкл Аткинсон, «роман Казана, по которому поставлен фильм, до определённой степени был основан на его собственной избалованной жизни в Беверли-хиллс, его собственном срыве из-за наступления кризиса среднего возраста и его взглядах на актуальную в то время поп-культуру». Однако, по словам Аткинсона, истинная степень автобиографичности фильма не известна. Судя по опубликованным мемуарам Казана, «в действительности он только фантазировал о том, как его освободит настоящий нервный срыв». Что же касается эгоистичной жены, которую играет Дебора Керр, то её образ никоим образом не основан на первой жене Казана, которая умерла в 1963 году. По мнению киноведа, скорее всего, это был собирательный образ жён Лос-Анджелеса, с которыми Казан встречался. Из мемуаров Казана также следует, что он был «совершенным прелюбодеем, хорошо знакомым с опьянением от разрушительных отношений с чужими жёнами». В отличие от Казана, «в середине прошлого века ни один американский режиссер не проявлял такого интереса и красноречия по поводу нервных срывов и эмоционального коллапса, в то время, как у Казана эта тема появляется по крайней мере в шести его самых выдающихся фильмах». Как далее пишет Аткинсон, фильм построен так, как будто «страдающий герой Дугласа — это своего рода сверхчеловек, вокруг которого роится жалкое человечество», это «прежде всего памятник неистовому солипсизму его создателя». Кроме того, как полагает критик, "фильм Казана во многом симптоматичен для своего времени, представляя собой неуклюжую попытку ассимилировать культуру старой школы Голливуда в новую медиа-среду «Беспечного ездока» (1969), Вудстока, Вьетнама и Боба Дилана. По своему построению это «фильм-монстр, всё сносящий, грубый и громоподобный, повествующий об ослепляющем материализме Лос-Анджелеса даже когда его герой практически сходит с ума от его пустоты. Это фильм о неприятии современной культуры, которая прорывается в нём на каждом шагу. Это обжигающий в своём бессилии портрет Лос-Анджелеса». Как отмечает критик, кроме того, это «возможно, первый из многих американских фильмов о мужском кризисе среднего возраста менопаузе, и чтобы выразить эту обычную человеческую беду, Казан использует всё, включая введение флэшбеков, рубленый и ассоциативный монтаж, даже немного сюрреализма. Всё это перемешано в широкоэкранное зрелище, сделанном по моде того времени. Возможно, такой стиль не был выбран преднамеренно (стиль картины не похож ни на один другой фильм Казана), сколько просто был попыткой приспособиться к меняющимся временам». По мнению Аткинсона, «фальшивая попытка быть актуальными у Казана, как и у некоторых других режиссёров его поколения, одновременно удручает и красноречиво говорит о том неприятном отрезке в американской культуре, когда все кому больше 30 лет (включая Казана и его главного героя), внезапно оказались все более неуместными и оторванными от связи с окружающим миром». Как в завершение пишет критик, «конечно, мастерство Казана всегда наиболее сильно проявлялось в демонстрации городских историй, проблем иммигрантов и бедствий пролетариата, а не при демонстрации залитых солнцем шоссе Лос-Анджелеса и сверхдорогих особняков Беверли-Хиллз. Но необузданный нарциссизм, которым пропитана эта картина, может представлять собой момент кинематографического самораскрытия, его момент обнажения как художника и как выжившего в индустрии».
Послы выхода фильма на экраны он получил противоречивые отзывы критики. Так, Винсент Кэмби в «Нью-Йорк таймс» написал, что это «самый романтический фильм Казана. А также, возможно, самый плохой с кинематографической точки зрения и самый успешный в коммерческом плане». Он «отдаёт слегка абсурдным киношным шиком». Однако «он нисколько не забавен, это просто путаница из заимствованных стилей. И, что ещё хуже, фильм, возможно, в значительной степени не понятен на повествовательном уровне, если не прочитать перед этим 543-страничный бестселлер Казана, который режиссёр более или менее попытался кратко изложить в фильме». Хотя при этом «местами за всем происходящим как за мелодрамой наблюдать даже интересно, в нём также есть и некоторое подлинное очарование от фантазий Казана о самом себе». И всё же, «Казан, снявший несколько очень хороших фильмов, превратил свою собственную жизнь во второсортное кино. Он, кажется, превратил свой поиски себя в бездушную мыльную оперу, не достойную своего истинного таланта». Variety назвал картину «путаным, чрезмерно надуманным и чрезмерно длинным фильмом, в котором слишком много персонажей, которые мало волнуют зрителя». Роджер Эберт написал, что это «один их длинных, скучных „серьёзных“ фильмов со звёздами, которые были популярны в 1950-е годы, прежде чем мы начали более высоко ценить стиль, чем добрые намерения режиссёра. Он не успешен, особенно, по стандартам Казана, однако его поддерживает замечательная игра Дугласа и Данауэй».
В 1972 году Казан выступил режиссёром картины «Гости» (1972), сделанного «на крошечном бюджете фильма по сценарию своего старшего сына Криса (который умер от рака в 1991 году). Фильм был снят на 16-мм плёнку внутри и вокруг его фермы в Ньютауне, Коннектикут, и был предназначен для очень ограниченного проката в кинотеатрах». Один из критиков назвал фильм «сыном „В порту“», только на этот раз «благородным информатором был вьетнамский ветеран, который дал показания против двух бывших армейских друзей, которые изнасиловали и убили вьетнамскую девушку». Действие фильма происходит на небольшой ферме в Новой Англии, где ветеран Вьетнамской войны Билл Шмидт (Джеймс Вудс) живёт со своей девушкой Мартой Уэйн и их маленьким сыном Хэлом. Они снимают дом у Гарри (Патрик Маквей), живущего по соседству отца Марты, который зарабатывает на жизнь написанием бульварных вестернов. Однажды на пороге их дома появляются двое — Тони Родригес и Майк Никерсон (Стив Рейлсбек), которые представляются боевыми товарищами Билла по Вьетнаму. Заметно, что Билл не особенно рад видеть своих товарищей. Оставшись с Биллом наедине, Тони сообщает, что он и Майк только что вышли из военной тюрьмы в Форт-Ливенворте после двух лет заключения за преступление, в котором Билл свидетельствовал против них. Увидев волнение Билла, Тони говорит, что прощает его. Узнав, что гости Билла являются ветеранами войны, Гарри приглашает их в свой коттедж, где угощает выпивкой и рассказывает о своей службе на Тихом океане во время Второй мировой войны. Во время разговора Гарри вдруг видит, что его пса тяжело ранила соседская собака. Увидев недовольство Гарри, Майк достаёт из своей машины винтовку и убивает соседскую собаку под одобрительные взгляды Гарри и Тони. Пока трое мужчин оттаскивают тело убитой собаки к соседу, Билли и Марта направляются в свой дом, где он рассказывает ей о суде над Майком, Тони и двумя другими членами их отряда. Билл говорит, что Майк возглавил группу, которая вела розыск вьетнамских солдат в маленькой деревне. Не сумев обнаружить никого подозрительного, Майк захватил девочку-подростка, изнасиловал её, после чего приказал другим членам отряда сделать то же самое. Все подчинились, кроме Билла, который позднее доложил о преступлении начальству. Марта поддерживает Билла, который продолжает переживать по поводу своего поступка. Она также хочет, чтобы Билл попросил Майка и Тони уехать как можно скорее. Тем временем Гарри вместе с Майком и Тони приходят к Биллу домой посмотреть футбольный матч. Увидев это, Марта уходит из дома на прогулку. Во время игры Гарри сильно напивается и начинает рассуждать о борьбе с коммунизмом и отпускать расистские замечания, которые бесят Тони. Билл поднимается наверх к сыну. Когда Майк спрашивает Гарри, почему Марта и Билл до сих пор не женаты, тот называет Билла слабаком. После окончания игры Гарри предлагает вместе поужинать, а ночью поохотиться на енотов. Вернувшись с прогулки, Марта явно раздражена тем, что Билл так и не попросил Майка и Тони уехать. Оставшись наедине, Гарри спрашивает Майка об участии Билла в трибунале. Когда Майк рассказывает историю, то к своему удивлению замечает, что Гарри становится на его сторону, спрашивая, почему тот не убил Билла за его предательство. После ужина Марта отправляет совсем пьяного Гарри домой, а сама подаёт гостям кофе. Оставшись в гостиной вдвоём с Майком, Марта говорит, что ей известно о случившемся во Вьетнаме, заявляя, что она поддерживает Билла. Майк в свою очередь заявляет, что она оскорбляет отца, живя с мужчиной вне брака. Майк утверждает, что несмотря на то, как поступила с ним армия, как солдат он лучше, чем Билл. Когда Майк рассказывает ей, что был шокирован видом искалеченных и жестоко убитых боевых товарищей, Марта проникается к нему сочувствием и нерешительно соглашается потанцевать с ним. Заинтригованные возникшей тишиной, Тони и Билл возвращаются в гостиную. Увидев самодовольное лицо Майка, к которому прильнула Марта, Билл набрасывается на Майка. Тони остаётся держать Марту, а Майк и Билл выходят во двор, где Майк жестоко избивает Билла. Затем Майк возвращается в дом, где вместе с Тони ловит Марту, а затем грубо насилует её. Тони затаскивает полуживого Билла обратно в дом, а затем вместе с Майком они уезжают. Марта сползает со второго этажа вниз и садится около Билла.
Винсент Кэнби из «Нью-Йорк таймс» остался в восторге от фильма о жестоком наследии Вьетнамской войны, как «крайне трогающим за живое», отметив, что Казан «всё ещё первоклассный режиссёр». Как позднее написал журнал TV Guide, «Казан, который создавал коммерчески успешные фильмы, отошёл от традиционного студийного кино, чтобы попробовать делать более личностные фильмы со смыслом. Этот фильм доказывает, что это был, возможно, не самый мудрый его шаг». Как далее отмечается в рецензии, «предположительно, фильм задумывался как трактат о проблемах солдат, которые вернулись из Вьетнама с теми же понятиями, которые позволяли им совершать массовые убийства». Присутствует также тема фальши, скрывающейся за идеалами тех, кто пытается вести хиппистский образ жизни. Обе темы основаны на поверхностных концепциях, и «ни одна из этих тем не выражена достаточно честно и справедливо… Вероятно, винить за это следует прежде всего сына Казана, Криса, который написал сценарий».
В 1976 году на студии Paramount Pictures вышел фильм Казана «Последний магнат» (1976), в основу которого положен незаконченный одноимённый роман Скотта Фитцджеральда. Продюсером был Сэм Шпигель (который работал с Казаном над фильмом «В порту»), а сценарий написал Гарольд Пинтер. В фильме собран звёздный актёрский состав, включающий Роберта Де Ниро, Тони Кёртиса, Роберта Митчема, Рэя Милланда, Джека Николсона и многих других. Однако, как отмечает Томсон, «все эти гении как будто забыли свои головы дома. Это самый скучный фильм Казана».
Действие картины происходит в 1930-е годы в Голливуде, в центре её внимания находится молодой и чрезвычайно влиятельный продюсер крупной киностудии Монро Стар (Роберт Ди Ниро), который известен своим трудолюбием, одержимостью в работе и способностью делать фильмы, которые не только приносят прибыль, но и нравятся критикам. Он держит под своим чутким контролем производство сразу нескольких фильмов, успевая давать точные советы монтажёру и урегулировать отношения режиссёра со звездой, а также личные проблемы популярного актёра. Стар по-прежнему глубоко переживает смерть своей жены, кинозвезды Минны Дэвис, и даже превратил её гримёрку в музей, который посещают туристы. Один из немолодых руководителей студии Пэт Брэйди (Роберт Митчем) всячески демонстрирует свою поддержку Стару перед представителями нью-йоркских владельцев студии. В один из дней Голливуд сотрясает землетрясение, и Бръйди вместе с дочерью Сесилией (Тереза Расселл) бросаются спасать Стара в его офисе. Придя в себя, Стар берётся за быстрое восстановление студии, замечая в одном из павильонов привлекательную женщину, которая напомнила ему Минну. Во сне Стару кажется, что Минна вернулась к нему. На следующий день Стар начинает поиски женщины. Тем временем Сесилия, которая увлеклась Старом, приглашает его на бал сценаристов. Когда она заводит разговор о браке, Стар отвечает, что он для этого слишком стар и устал, и не думает о ней в романтическом смысле. За обедом для руководства студии Брэйди и несколько членов попечительского совета обсуждают угрозу, которая исходит от Бриммера (Джек Николсон), коммуниста, который пытается создать профсоюз сценаристов. Появившись за обедом, Стар умело отвечает на вопросы о текущих и перспективных проектах, ещё раз убеждая присутствующих в своей способности руководить студией. Затем Стар находит женщину, которую, как выясняется зовут Кэтлин Мур (Ингрид Боултинг). Кэтлин отказывается пустить Стара в дом, но после короткого разговора с ним, соглашается на свидание в другой день. На следующий день в своём офисе Стар наглядно показывает английскому писателю Боксли (Дональд Плезенс) отличия чисто литературной работы от работы для кино, вдохновляя его на работу над сценарием. На балу сценаристов Стар неожиданно встречает Кэтлин, и они танцуют под пристальным вниманием голливудского сообщества. Кэтлин говорит, что не может с ним встречаться, но когда она уходит, он идёт вслед за ней. Следующий день Стар и Кэтлин проводят вместе в недостроенном пляжном домике Стара, где остаются до позднего вечера и занимаются любовью. Кэтлин рассказывает, что состояла в мучительных отношениях с одним важным человеком, но другой мужчина спас её. Когда Стар говорит, что не хочет её терять, она отвечает, что прежде всего хочет спокойной жизни. Вернувшись домой Стар находит записку от Кэтлин, в которой она сообщает, что скоро выйдет замуж и больше не сможет увидеться с ним. После разборок на работе с пьяным Боксли Стар добивается ещё одной встречи с Кэтлин на пляже, где она подтверждает, что собирается замуж за инженера, который, по её словам, спас ей жизнь. Позднее Стар получает от Кэтлин телеграмму, в которой сообщается, что она вышла замуж. Стар приходит в дом Брэйди на встречу с Бриммером, заявляя ему, что готов делиться со сценаристами деньгами, но никогда не будет делить с ним власть. В ходе последующего ужина, Стар сильно напивается, видя, как Бриммер флиртует с Сесилией. Дальнейшее общение двух мужчин приобретает всё более враждебный характер. В итоге пьяный Стар пытается ударить Бриммера, но тот легко справляется с ним. На следующее утро Брэйди приглашает Стара на экстренное совещание руководства, где ему сообщают, что нью-йоркский офис выразил недовольство его неправильным проведением на встрече с Бриммером и предлагает ему уйти в долгосрочный отпуск. Вернувшись в свой офис, Стар оказывается в плену воспоминаний и галлюцинаций. Мысленно он обращается Кэтлин со словами «я не хочу потерять тебя», удаляясь в темноту съёмочного павильона.
Фильм в основном получил негативные отклики критики. Так, кинообозреватель Дэвид Шипман написал, что «последний, незаконченный роман Скотта Фитцджеральда здесь лежит в руинах», а «Нью-Йоркер» посчитал, что он «столь же бессилен, как фильм о вампирах, который покинули вампиры». С другой стороны Винсент Кэмби в «Нью-Йорк таймс» отметил, что фильму удалось сохранить достоинства незаконченного романа Фитцджеральда, сделав его «очень полным и удовлетворяющим фильмом благодаря использованию резкого отрывистого стиля монтажа и необычной форме повествования… Выполненный в приглушенной и задумчивой, грустной, но несентиментальной манере, фильм рассказывает о герое, похожем на известного голливудского продюсера Ирвинга Тальберга. Фильм пытается показать Голливуд серьёзно, без шумихи и гротеска, и особенно серьёзно представить Тальберга-Стара». По словам Кэнби, «это очень сдержанный фильм, и он настолько полон ассоциаций — с Тальбергом, с историями о Голливуде 30—х годов, с собственной жизнью и карьерой Фицджеральда, — что трудно отделить то, что вы видите, от того, что привнесено. Фильм не содержит никакой кульминации. Мы следуем по горизонтали, как будто это пейзаж, рассматриваемый камерой длинной панорамной съёмкой. А фоном служит Голливуд золотых тридцатых годов».
Современный историк кино Деннис Шварц назвал картину «претенциозной и пустой экранизацией фрагментарного незаконченного романа Ф. Скотта Фицджеральда. Возможно, самое лучшее, что можно сказать о фильме — это то, что он неровный и даёт некоторую возможность с интересом понаблюдать за звёздами своего знаменитого актёрского состава». Как полагает критик, «фильм воспринимает себя и Голливуд слишком серьезно и, кажется, благочестиво поклоняется самому себе, но он слишком неуклюж, чтобы иметь большое значение, или быть увлекательным, или преодолеть свою скуку и пустоту. В неувлекательном сценарии Пинтера слишком много вялых многозначительных пауз, а актёры вынуждены произносить тяжеловесные, практически нечленораздельные тексты. Ни у кого нет ни энергии, ни энтузиазма в этом фильме, лишь Де Ниро придаёт своему персонажу изящество и красоту, которых не хватает остальному фильму». Как отмечает Шварц, «фильм был любимым детищем продюсера Сэма Шпигеля, который намеревался сделать его шедевром, но его постоянное вмешательство сделало фильм только хуже». Этот фильм стал последним для режиссера Элии Казана.
Однако, по словам Томсона, это был ещё не конец в творческой биографии Казана. В течение нескольких лет он работал над автобиографией «Жизнь» (1988). Это «очень длинный, откровенный, хотя и лукавый текст, который нужно читать с той же осторожностью, с какой адвокат даёт показания под присягой. Но это важнейшая и глубоко убедительная книга, портрет очень растерянного человека и, возможно, лучшая автобиография человека из шоу-бизнеса за целый век». Как продолжает Томсон, «враги Казана ненавидели книгу — и он ещё более укрепился в своей великолепной изоляции. Он был демоном, гением, человеком, оставившим свой след повсюду. И ничего из того, что сделал, не следует сбрасывать со счетов или забывать».

### Семейная жизнь
Казан был женат три раза. С 1932 до её смерти в 1963 году он был женат на писательнице и сценаристке Молли Дэй Тэтчер. У них было четверо детей — Крис (который умер от рака в 1991 году), Джуди, Кейт и Николас, который стал голливудским сценаристом, продюсером и режиссёром.
На актрисе, писательнице и режиссёре Барбаре Лоден он был женат с 1967 года до её смерти от рака в 1980 году. В этом браке родился сын Лео, кроме того, Казан усыновил Марко Иоахима, сына Лоден от первого брака.
На писательнице Франсес Радж он женился в 1982 году, прожив с ней до своей смерти. В результате этого брака у Казана появилось ещё двое приёмных детей от предыдущего брака Радж — Шарлотта Радж и Джозеф Радж.
На момент смерти у Казана было шестеро внуков и двое правнуков.

### Смерть
Элиа Казан умер 28 сентября 2003 года в своём доме на Манхэттене в возрасте 94 лет.

## Творческие особенности и оценка творчества
Мервин Ротштейн в «Нью-Йорк таймс» назвал Казана «одним из самых почитаемых и влиятельных режиссёров в бродвейской и голливудской истории». На Бродвее Казан в 1932—1945 годы был членом легендарного The Group Theater, в 1947—1959 годы — основателем и многолетним режиссёром Актёрской студии, а в начале 1960-х годов — основателем совместно с Робертом Уайтхедом первого репертуарного театра в Линкольн-центре. К числу его наиболее значимых театральных постановок Казана относятся «Трамвай „Желание“» (1947) и «Смерть коммивояжёра» (1949). Он был «любимым режиссёром поколения новых американских драматургов, включая двух наиболее важных, Теннесси Уильямса и Артура Миллера», и, как отмечает Томсон, работая в Актёрской студии, внёс важный вклад в разработку принципов «психологического натурализма». В 1953 году критик Эрик Бентли написал, что «творчество Казана значит для американского театра больше, чем работа любого из современных авторов», а, по мнению Ротштейна, «достижения Казана помогли сформировать принципы американского театра и кино более чем на поколение вперёд».
По словам Сьюзен Кинг из «Лос-Анджелес таймс», "Казан был одним из непревзойдённых кинематографистов XX века, поставившим такие классические вещи, как «Трамвай „Желание“» (1951), «В порту» (1954) и «К востоку от рая» (1955)". Как сказал историк кино и профессор Бруклинского колледжа Фостер Хирш, фильмы Казана 1950-х годов — «это фильмы с лучшей актёрской игрой, которые я когда-либо видел». Как полагает Хирш, «я не думаю, что у этой великой игры есть срок давности. „Куколка“ и „В порту“ — это лучшие фильмы по актёрской игре из когда-либо сделанных». В 1995 году Казан сказал о своих фильмах: «Я думаю, что дюжина из них очень хороша, и я не думаю, что есть другие столь же хорошие фильмы на эти темы или чувства».
Как далее написал Хирш, Казан «создал поистине новый стиль актёрской игры, названный Метод», который опирался на систему Станиславского. Метод Казана «позволил актёрам создать большую глубину психологического реализма, чем это было ранее». Как указывает Ротштейн, «по мнению многих критиков, Казан был лучшим режиссёром для американских актёров на сцене и на экране. Он открыл Марлона Брандо, Джеймса Дина и Уоррена Битти и внёс вклад в переосмысление профессии киноактёра. Казан был тем режиссёром, который дал первые крупные кинороли Ли Ремик, Джо Ван Флит и Джеку Пэлансу». Кинг также отмечает, что «такие актёры, как Марлон Брандо, Джеймс Дин, Кэрролл Бейкер, Карл Молден, Патриция Нил, Терри Мур и Энди Гриффит расцвели под его руководством. Актёры, которые работали с ним, восхищались и всё ещё восхищаются им».
Как сказала однажды актриса Милдред Даннок, «некоторые режиссёры рассматривают актёров как неизбежное зло, другие — как детей, с которыми надо управляться». Казан же относился к актёрам «как к равным, После того, как он берёт вас на роль, он вселяет в вас уверенность». Кэрролл Бейкер отметила, что Казан дал старт карьерам многих молодых актёров из Актёрской студии. По её словам, он «был поистине актёрским режиссёром. Он открыл множество людей, и он знал, как использовать вас, чтобы добиться от вас наилучшей игры», он «был самым лучшим режиссёром для актёров». Патриция Нил вспоминала, что «он был очень хорош. Он был актёром, и он знал, как мы играем. Он часто приходил и говорил с тобой наедине. Он мне очень нравился». Терри Мур, назвав его своим лучшим другом, далее сказала: «Он делал так, что вы чувствовали, что вы лучше, чем вы сами думали, что можете быть. У меня не было другого режиссёра, который мог бы сравниться с ним. Я была испорчена на всю жизнь». Актёр Карл Молден, который сыграл в четырёх крупнейших фильмах Казана, говорил: «Мы были настолько близки, насколько только могут быть близки актёр и режиссёр». По словам актёра, Казан часто подолгу прогуливался с актёрами, которых рассматривал на ту или иную роль. «Казану нужно было понять актёра, чтобы знать, как заставить работать его эмоции на сцене и на экране. Так что когда он вас нанимал, он знал о вас больше, чем вы сами знаете о себе». Дастин Хоффман говорил, что он сомневается в том, он, или Де Ниро, или Аль Пачино смогли бы стать актёрами «без новаторского влияния Казана».
При этом, по словам Ротштейна, «у Казана были и свои кинематографические недоброжелатели, которые временами обвиняли его в упрощенчестве и сентиментальности, в том, что он забалтывает поставленные темы и полагается на уклончивые концовки». Сам Казан также вполне понимал собственную ограниченность. Он писал: «Я не обладаю огромным диапазоном. Я слаб в музыке и ярких зрелищах. Классика — это не моё… Я посредственный режиссёр кроме тех случаев, когда пьеса или фильм затрагивает часть моего собственного жизненного опыта… У меня есть мужество, даже некоторая смелость. Я умею говорить с актёрами… побуждать их к лучшей игре. Я обладаю сильными, даже жестокими чувствами, и это мои сильные стороны».
Позднее, по словам Ротштейна, Казан стал также и «успешным романистом». Он говорил: «Когда пишешь собственное сочинение, это значит для меня больше, чем я могу извлечь из чьей-то работы (в качестве режиссёра), и кое-что из того, что я написал, оказалось вполне в порядке». Обобщив личностные характеристики и творческое многообразие Казана, Томсон написал: «Казан был негодяем, возможно. Он не всегда был надёжным товарищем или приятным человеком. Но он является монументальной личностью, величайшим волшебником при работе с актёрами своего времени, превосходным театральным режиссёром, кинематографистом подлинной славы, романистом, и наконец, смелым, искренним, эгоистичным, саморазрушительным и вызывающим автобиографом — великим, опасным человеком, таким, которого его враги имели счастье иметь».

## Личность и характер
По словам Ротштейна, «Казан был низким (167 см), жилистым, энергичным и необычным человеком со смуглым лицом, помятой одеждой и доминирующим типом личности, который за долгие годы создал множество версий своего подлинного я». Автор статьи о Казане на странице CBS описывает его как «невысокого, коренастого, энергичного мужчину, который предпочитал повседневную одежду и был прямолинеен в общении». Как однажды сказала о нём Вивьен Ли, «Гэдж относится к тем людям, которые отправляют костюм почистить и помять. Он не верит в социальные удобства, и если ему скучно с каким-либо человеком или группой, он просто уходит без извинений или объяснений».

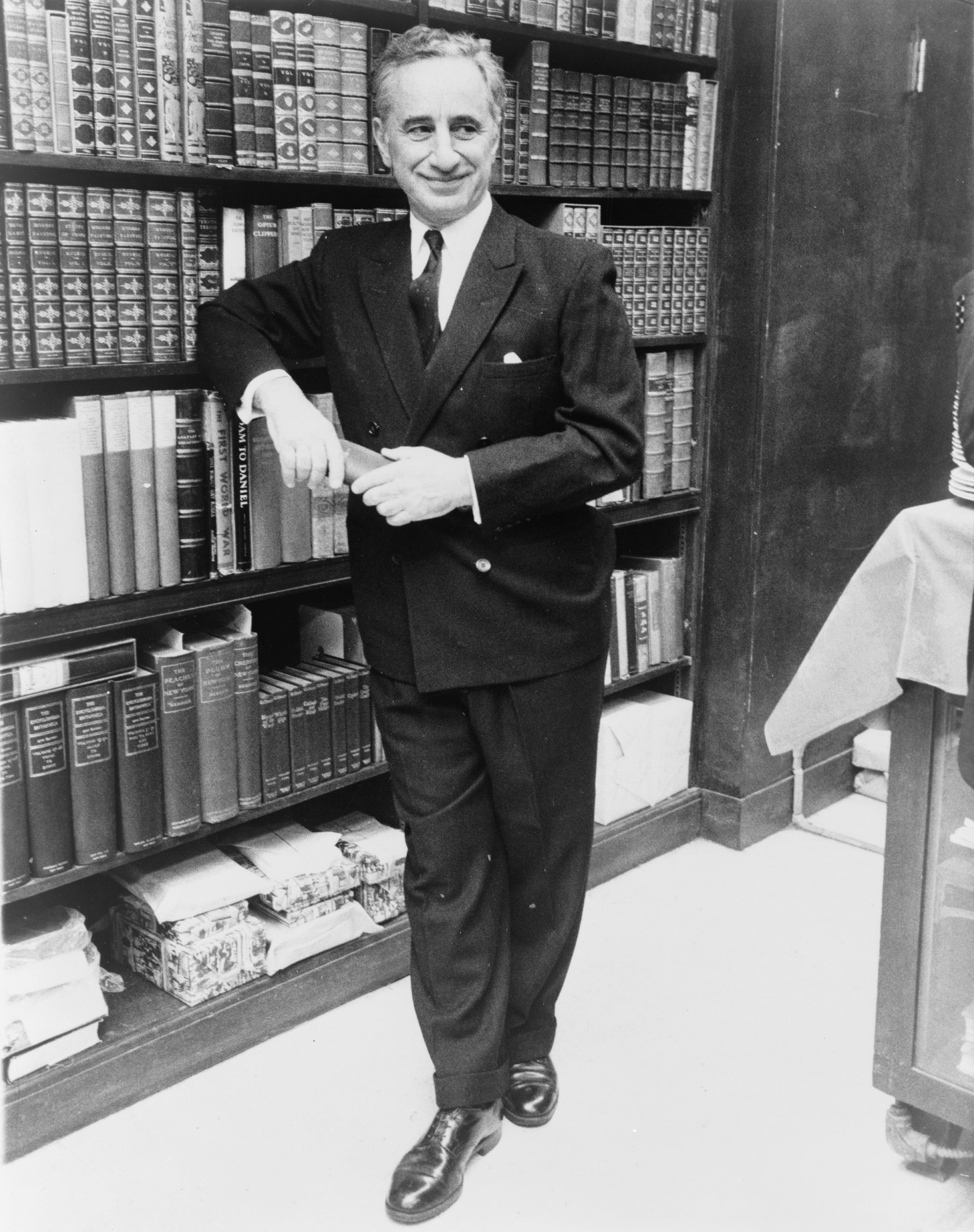
Элиа Казан в книжном магазине Brentano’s (1967)

Как Казан сам часто о себе говорил, он был соткан из противоречий. Сравнивая себя с чёрной змеёй, в своей автобиографии «Элиа Казан: Жизнь» (1988) он писал: «За свою жизнь я сбросил несколько шкур, прожил несколько жизней и познал насильственные и жестокие изменения. Обычно я понимал, что произошло уже после того, как это произошло». Как далее писал Казан, «я неоднократно удивлял людей тем, что казалось полным переворотом позиций и взглядов. Это иногда приводило к недоверию ко мне. Снова и снова мои противоречивые желания приводили к отказу от того или другого». Артур Шлезингер в своей статье об автобиографии Казана в The New York Times Book Review, описал режиссёра как «блестящего, страстного, щедрого, беспокойного, недовольного, злого и мстительного, как кладезь творчества, обид и споров». Как добавляет Ротштейн, «Казан был всем этим, и ещё много чем».
По словам Томсона, «Казан всегда ел жизнь большой ложкой. Он никогда не бросал шоу-бизнес. Он был поглощен размышлениями о том, что думают о нём другие. И некоторые считали, что он упорно трудился над тем, чтобы стать известным противным парнем. Его гнев был энергичен, ибо это было эго, оскорбленное ошибками природы, не сделавшими его от рождения бесспорным красавцем, принцем, гением и пашой. Вместо этого в течение многих лет он трудился под прозвищем „Гэдж“, парень в театральной труппе, который мог починить световую панель, соорудить упряжь или довести звездную актрису до оргазма, чтобы быстро усилить её игру». При этом часто Казан был «естественным врагом или соперником, сварливым со старыми друзьями, оппонентом чужой ортодоксальности и намеренной противоположностью остальным. В драме своей жизни Казан был не просто персонажем, он был постановщиком и автором. Он был один против мира, его собственный единственный голос, его гнев был оправдан». Однажды Казан сказал: «Ещё когда я был ребёнком, я хотел прожить три или четыре жизни». По своему он это и сделал, оставив свой след в Америке не только как художник, но и своими действиями в период маккартизма, когда сценаристов, актёров и прочих заставляли под давлением «называть имена» следователям, разыскивающим якобы нелояльных американцев.
Томсон напоминает также, что помимо всего прочего, «Казан был яростным гетеросексуалом, человеком, которому требуется личная сексуальная идентификация в его работе, и который часто имел страстные романы со своими актрисами». В своей автобиографии 1988 года «Элиа Казан: Жизнь» он написал о многочисленных романах, которые у него были на протяжении многих лет, включая роман с Мэрилин Монро. «Мои романы для меня были источником знаний — они были моим образованием. На протяжении многих лет в этой области и только в этой области я использовал ложь, и я этим не горжусь. Но должен сказать следующее: мой интерес к женщинам спас меня. Это качало мои соки и спасло меня от высыхания, превращения в пыль и развеивания по ветру». По словам Томсона, «его переполненную событиями карьеру и противоречивые порывы никак невозможно свести к одной статье. Перечисление всех его заслуг заняло бы много места и не оставило бы места для надлежащего описания его по настоящему уродливого лица, которое притягивало взглядом постыдных глаз. Он был резким, воинственным, обольстительным, восторженным и жестоким. В одно мгновение он мог быть возвышенным гуманистом, а в следующее — пиратствующим бабником. Пока старость и болезнь не одолели его, он был полон яростной и конкурентной жизненной энергии. Быть с ним означало знать, что помимо всего того, что он сделал, он мог быть ещё и гипнотическим актером или вдохновляющим политическим лидером».
Когда Казану было 78 лет, он написал в своей автобиографии: «Что меня бесит сейчас, так это, например, смертность. Я только недавно научился радоваться жизни. Я перестал беспокоиться по поводу того, что люди думают обо мне — или, по крайней мере, мне нравится в это верить. Я привык проводить большую часть своего времени, напрягаясь, чтобы быть хорошим парнем, чтобы нравиться людям. Теперь я ушел из шоу-бизнеса и стал самим собой».

## Награды и номинации
За время своей карьеры Казан завоевал три премии «Тони» как лучший театральный режиссёр, два «Оскара» как лучший кинорежиссёр, почётный «Оскар» за достижения на протяжении жизни и четыре «Золотых глобуса».
Казан завоевал три премии «Тони» как лучший режиссёр за спектакли по пьесам Артура Миллера «Все мои сыновья» (1947) и «Смерть коммивояжёра» (1949), а также по пьесе Арчибальда Маклиша «J.B.» (1959). Кроме того он ещё четыре раза номинировался на премию «Тони» — как лучший режиссёр за постановку пьесы Теннесси Уильямса «Кошка на раскалённой крыше» (1956), как лучший режиссёр и как сопродюсер спектакля по пьесе Уильяма Инджа «Тьма наверху лестницы» (1956) и как лучший режиссёр за постановку пьесы Теннесси Уильямса «Сладкоголосая птица юности» (1960). Пять поставленных Казаном пьес принесли Пулитцеровские премии их авторам: «Кожа наших зубов» — Торнтону Уайлдеру в 1943 году, «Трамвай „Желание“» — Теннесси Уильямсу в 1948 году, «Смерть коммивояжёра» — Артуру Миллеру в 1949 году, «Кошка на раскалённой крыше» — Теннесси Уильямсу в 1955 году и «J.B.» — Арчибальду Маклишу в 1959 году.

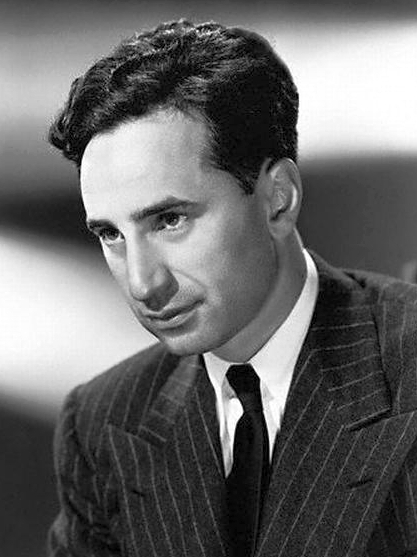
Элиа Казан в молодости

Казан получил «Оскары» как постановку фильмов «Джентльменское соглашение» (1947) и «В порту» (1954), которые также удостоились «Оскаров» в категории «Лучшая картина». Казан также был номинирован на «Оскары» как лучший режиссёр фильмов «Трамвай „Желание“» (1951), «К востоку от рая» (1955), а за фильм «Америка, Америка» (1963) он был номинирован на три «Оскара» — за лучший сценарий, лучшую постановку и как продюсер за лучшую картину. Тринадцать фильмов Казана были номинированы на «Оскар» хотя бы в одной категории, и девять из них были удостоены хотя бы одной премии. Семь фильмов Казана завоевали в общей сложности 20 «Оскаров», в том числе «В порту» (1954) получил восемь «Оскаров».
За игру в фильмах, поставленных Казаном, 21 актёр был номинирован на премии «Оскар», это Джеймс Данн, Селеста Холм, Грегори Пек, Дороти Макгуайр, Энн Ревир, Джинн Крейн, Этель Бэрримор, Этель Уотерс, Карл Молден, Вивьен Ли, Ким Хантер, Марлон Брандо, Энтони Куин, Ева Мари Сэйнт, Ли Джей Кобб, Род Стайгер, Джо Ван Флит, Джеймс Дин, Кэрролл Бейкер, Милдред Даннок и Натали Вуд. Среди перечисленных актёров Данн, Холм, Молден, Ли, Хантер, Куин, Брандо, Сэйнт и Ван Флит завоевали «Оскары». Четыре актрисы за роли в фильмах Казана завоевали «Оскары» за лучшую женскую роль второго плана — Холм, Хантер, Сэйнт и Ван Флит. Казан является одним из четырёх режиссёров, актёры в фильмах которых брали «Оскары» во всех четырёх актёрских категориях. Помимо него, этого добились также Уильям Уайлер, Хэл Эшби и Мартин Скорсезе.
Когда в 1999 году, за четыре года до его смерти, было принято решение вручить Казану почётный «Оскар» за вклад на протяжении жизни, «раны от его выступления на слушаниях Комиссии Конгресса США по расследованию антиамериканской деятельности открылись вновь». Как отметил в «Нью-Йорк таймс» Марвин Ротштейн, получение этой награды наделало немало шуму, так как в 1952 году Казан вызвал гнев многих своих друзей и коллег, когда признал перед Комиссией, что был членом Коммунистической партии с 1934 по 1936 год, и назвал Комиссии имена восьми других членов партии. Многие люди искусства, включая тех, кто никогда не был коммунистом, резко критиковали его за этот поступок на протяжении нескольких десятилетий. А двумя годами ранее Американский институт киноискусства отказал Казану в своей награде. По словам Ротштейна, вручение Казану почётного «Оскара» породило многочисленные протесты, но у Казана была и весьма значительная поддержка. Так, Артур Шлезингер-младший заявил: «Если этот случай с Академией требует от Казана извинений, то пусть его обличители извинятся тогда за помощь и сочувствие, которые они оказывали сталинизму». Казану также напоминали, что есть и актёры, которые никогда не простят его за то, что он назвал имена Комиссии Конгресса. Так, Виктор Наваски, автор книги «Называя имена», писал: «Именно потому, что он был самым влиятельным режиссёром в стране, Казан должен был использовать своё влияние в борьбе против чёрных списков и бороться против комиссии, но он уступил». В «оскаровскую» ночь 1999 года более 500 демонстрантов собралось снаружи концертного зала Dorothy Chandler Pavilion в Лос-Анджелесе, протестуя против вручения почётной премии Казану. Внутри зала всё также было очень далёко от традиционной стоячей овации, характерной для других вручений этой премии. В ночь вручения премий часть зрителей не аплодировала, хотя другие устроили ему тёплый приём. Режиссёр Мартин Скорсезе и актёр Роберт Де Ниро вручили Казану награду, выразив восхищение его творчеством. В ответном слове Казан сказал: «Я вам очень благодарен. Мне действительно приятно слышать это, и я хочу поблагодарить Академию за её мужество и щедрость».

### Театр
| Награда | Год  | Категория        | Название                   | Результат |
| ------- | ---- | ---------------- | -------------------------- | --------- |
| Тони    | 1947 | Лучшая режиссура | Все мои сыновья            | Победа    |
| Тони    | 1949 | Лучшая режиссура | Смерть коммивояжёра        | Победа    |
| Тони    | 1956 | Лучшая режиссура | Кошка на раскалённой крыше | Номинация |
| Тони    | 1958 | Лучшая пьеса     | Тьма наверху лестницы      | Номинация |
| Тони    | 1958 | Лучшая режиссура | Тьма наверху лестницы      | Номинация |
| Тони    | 1959 | Лучшая режиссура | J.B.                       | Победа    |
| Тони    | 1960 | Лучшая режиссура | Сладкоголосая птица юности | Номинация |

### Кинематограф
| Награда                    | Год  | Категория                                     | Название                  | Результат |
| -------------------------- | ---- | --------------------------------------------- | ------------------------- | --------- |
| Оскар                      | 1948 | Лучший режиссёр                               | Джентльменское соглашение | Победа    |
| Оскар                      | 1952 | Лучший режиссёр                               | Трамвай «Желание»         | Номинация |
| Оскар                      | 1955 | Лучший режиссёр                               | В порту                   | Победа    |
| Оскар                      | 1956 | Лучший режиссёр                               | К востоку от рая          | Номинация |
| Оскар                      | 1964 | Лучший фильм                                  | Америка, Америка          | Номинация |
| Оскар                      | 1964 | Лучший режиссёр                               | Америка, Америка          | Номинация |
| Оскар                      | 1964 | Лучший сценарист                              | Америка, Америка          | Номинация |
| Оскар                      | 1999 | Почётная премия                               |                           | Награда   |
| Золотой глобус             | 1948 | Лучший режиссёр                               | Джентльменское соглашение | Победа    |
| Золотой глобус             | 1955 | Лучший режиссёр                               | В порту                   | Победа    |
| Золотой глобус             | 1957 | Лучший режиссёр                               | Куколка                   | Победа    |
| Золотой глобус             | 1964 | Лучший режиссёр                               | Америка, Америка          | Победа    |
| Гильдия режиссёров Америки | 1952 | Лучший режиссёр                               | Трамвай «Желание»         | Номинация |
| Гильдия режиссёров Америки | 1953 | Лучший режиссёр                               | Вива, Сапата!             | Номинация |
| Гильдия режиссёров Америки | 1955 | Лучший режиссёр                               | В порту                   | Победа    |
| Гильдия режиссёров Америки | 1956 | Лучший режиссёр                               | К востоку от рая          | Номинация |
| Гильдия режиссёров Америки | 1958 | Лучший режиссёр                               | Лицо в толпе              | Номинация |
| Гильдия режиссёров Америки | 1962 | Лучший режиссёр                               | Великолепие в траве       | Номинация |
| Гильдия режиссёров Америки | 1964 | Лучший режиссёр                               | Америка, Америка          | Номинация |
| Гильдия режиссёров Америки | 1983 | Награда почётному пожизненному члену Гильдии  |                           | Награда   |
| Гильдия режиссёров Америки | 1987 | Награда за достижения на протяжении жизни     |                           | Награда   |
| Каннский кинофестиваль     | 1947 | Лучший художественный фильм                   | Бумеранг!                 | Номинация |
| Каннский кинофестиваль     | 1952 | Гран-при фестиваля                            | Вива, Сапата!             | Номинация |
| Каннский кинофестиваль     | 1955 | Лучший драматический фильм                    | К востоку от рая          | Победа    |
| Каннский кинофестиваль     | 1955 | Золотая пальмовая ветвь                       | К востоку от рая          | Номинация |
| Каннский кинофестиваль     | 1972 | Золотая пальмовая ветвь                       | Гости                     | Номинация |
| Венецианский кинофестиваль | 1948 | Международная Гран-при                        | Джентльменское соглашение | Номинация |
| Венецианский кинофестиваль | 1950 | Международная премия                          | Паника на улицах          | Победа    |
| Венецианский кинофестиваль | 1950 | Золотой лев                                   | Паника на улицах          | Номинация |
| Венецианский кинофестиваль | 1951 | Специальный приз жюри                         | Трамвай «Желание»         | Победа    |
| Венецианский кинофестиваль | 1951 | Золотой лев                                   | Трамвай «Желание»         | Номинация |
| Венецианский кинофестиваль | 1954 | Премия OCIC                                   | В порту                   | Победа    |
| Венецианский кинофестиваль | 1954 | Серебряный лев                                | В порту                   | Победа    |
| Венецианский кинофестиваль | 1954 | Премия Пазинетти                              | В порту                   | Победа    |
| Венецианский кинофестиваль | 1954 | Золотой лев                                   | В порту                   | Номинация |
| Берлинский кинофестиваль   | 1953 | Специальный приз Сената Берлина               | Человек на канате         | Победа    |
| Берлинский кинофестиваль   | 1960 | Золотой медведь                               | Дикая река                | Номинация |
| Берлинский кинофестиваль   | 1996 | Почётный золотой берлинский медведь           |                           | Награда   |
| BAFTA                      | 1952 | Лучший фильм                                  | Человек на канате         | Номинация |
| BAFTA                      | 1952 | Лучший фильм                                  | Вива, Сапата!             | Номинация |
| BAFTA                      | 1954 | Лучший фильм                                  | В порту                   | Номинация |
| BAFTA                      | 1955 | Лучший фильм                                  | К востоку от рая          | Номинация |
| BAFTA                      | 1956 | Лучший фильм                                  | Куколка                   | Номинация |
| BAFTA                      | 1955 | Лучший фильм                                  | К востоку от рая          | Номинация |
| Голливудская аллея славы   | 1960 | Звезда «Аллеи славы» за вклад в киноиндустрию |                           | Награда   |

## Фильмография
| Год  | Русское название          | Оригинальное название    | Студия                                 | В каком качестве участвовал    | Примечания                                                             |
| ---- | ------------------------- | ------------------------ | -------------------------------------- | ------------------------------ | ---------------------------------------------------------------------- |
| 1935 | Пирог в небе              | Pie in the Sky           |                                        | Актёр, Исполнительный продюсер | Короткометражный фильм, Как исполнительный продюсер в титрах не указан |
| 1937 | Люди Камберленда          | People of the Cumberland | Frontier Films                         | Режиссёр                       | Короткометражный документальный фильм                                  |
| 1940 | Завоевать город           | City for Conquest        | Warner Bros.                           | Актёр                          |                                                                        |
| 1941 | Блюз ночью                | Blues in the Night       | Warner Bros.                           | Актёр, Сценарист               | Как сценарист в титрах не указан                                       |
| 1945 | Дерево растет в Бруклине  | A Tree Grows in Brooklyn | Twentieth Century Fox                  | Режиссёр, Актёр, Сценарист     |                                                                        |
| 1945 | Башенные часы на завтра   | Watchtower Over Tomorrow | U.S. Office of War Information         | Режиссёр                       | Короткометражный документальный фильм, в титрах не указан              |
| 1947 | Море травы                | The Sea of Grass         | Metro-Goldwyn-Mayer                    | Режиссёр                       |                                                                        |
| 1947 | Бумеранг!                 | Boomerang!               | Twentieth Century Fox                  | Режиссёр                       |                                                                        |
| 1947 | Джентльменское соглашение | Gentleman’s Agreement    | Twentieth Century Fox                  | Режиссёр, Сценарист            | Как сценарист в титрах не указан                                       |
| 1949 | Пинки                     | Pinky                    | Twentieth Century Fox                  | Режиссёр, Сценарист            | Как сценарист в титрах не указан                                       |
| 1950 | Паника на улицах          | Panic in the Streets     | Twentieth Century Fox                  | Режиссёр, Актёр                | Как актёр в титрах не указан                                           |
| 1951 | Трамвай «Желание»         | A Streetcar Named Desire | Charles K. Feldman Group, Warner Bros. | Режиссёр                       |                                                                        |
| 1952 | Вива Сапата!              | Viva Zapata!             | Twentieth Century Fox                  | Режиссёр                       |                                                                        |
| 1953 | Человек на канате         | Man on a Tightrope       | Twentieth Century Fox, Bavaria Film    | Режиссёр                       |                                                                        |
| 1954 | В порту                   | On the Waterfront        | Horizon Pictures                       | Режиссёр                       |                                                                        |
| 1955 | К востоку от рая          | East of Eden             | Warner Bros.                           | Режиссёр, Продюсер             | Как продюсер в титрах не указан                                        |
| 1956 | Куколка                   | Baby Doll                | Newtown Productions                    | Режиссёр, Продюсер             |                                                                        |
| 1957 | Лицо в толпе              | A Face in the Crowd      | Newtown Productions                    | Режиссёр, Продюсер             | Как продюсер в титрах не указан                                        |
| 1960 | Дикая река                | Wild River               | Twentieth Century Fox                  | Режиссёр, Продюсер             |                                                                        |
| 1961 | Beликолепие в траве       | Splendor in the Grass    | Newtown Productions, NBI Productions   | Режиссёр, Продюсер             | Как продюсер в титрах не указан                                        |
| 1963 | Америка, Америка          | America America          | Athena Enterprises, Warner Bros        | Режиссёр, Сценарист, Продюсер  | Как продюсер в титрах не указан                                        |
| 1969 | Сделка                    | The Arrangement          | Athena Productions                     | Режиссёр, Сценарист, Продюсер  |                                                                        |
| 1972 | Гости                     | The Visitors             | Home Free                              | Режиссёр                       |                                                                        |
| 1976 | Последний магнат          | The Last Tycoon          | Academy Pictures Corporation           | Режиссёр                       |                                                                        |
| 1988 | Туман                     | Sis                      | Interfilm Media & Entertainment        | Актёр                          |                                                                        |

### на английском языке
- Kazan, Elia and Ciment, Michel (Editor) (1988). An American Odyssey. Bloomsbury Publishing, 237 pages. ISBN 978-0-7475-0241-8
- Kazan, Elia (1997). Elia Kazan: A Life. Da Capo Press, 860 pages, ill. ISBN 978-0-3068-0804-3

- Bankhead, Tallulah (1952). Tallulah: My Autobiography. New York: Harper, 335 pages.
- Jones, David Richard (1986). Great directors at work: Stanislavsky, Brecht, Kazan, Brook. University of California Press, 380 pages. ISBN 978-0-5200-4601-6
- Monush, Barry (2003). The Encyclopedia of Hollywood Film Actors: From the Silent Era to 1965, Volume 1. Applause Theatre & Cinema Books, 832 pages. ISBN 978-1-5578-3551-2
- Murphy, Brenda (2006). Tennessee Williams and Elia Kazan: A collaboration in the theatre. Cambridge: Cambridge University Press, 236 pages. ISBN 978-0-5210-3524-8
- Schickel, Richard (2006). Elia Kazan: A Biography. Harper Perennial, 576 pages. ISBN 978-0-0609-5512-0
- Young, Jeff (2001). Kazan: the master director discusses his films: interviews with Elia Kazan. Newmarket Press, 368 pages. ISBN 978-1-5570-4446-4